# Dinastia Konbaung
A dinastia Konbaung (em birmanês: ကုန်းဘောင်ခေတ်), também conhecida como Terceiro Império birmanês (တတိယ မြန်မာနိုင်ငံတော်), foi a última dinastia que governou a Birmânia/Myanmar de 1752 a 1885. Ela criou o segundo maior império da história birmanesa e deu continuidade às reformas administrativas iniciadas pela dinastia Taungû, lançando as bases do moderno Estado da Birmânia. As reformas, no entanto, se mostraram insuficientes para conter o avanço dos britânicos, que derrotaram os birmaneses em todas as três Guerras anglo-birmanesas ao longo de um período de seis décadas (1824–1885) e encerraram a monarquia birmanesa milenar em 1885. Os pretendentes à dinastia reivindicam descendência de Myat Phaya Lat, uma das filhas de Thibaw.
Uma dinastia expansionista, os reis Konbaung travaram campanhas contra Manipur, Arracão, Assam, o reino mon de Pegu, Sião (Aiutaia, Thonburi, Rattanakosin) e a dinastia Qing da China — estabelecendo assim o Terceiro Império birmanês. Sujeito a guerras e tratados posteriores com os britânicos, o moderno Estado de Myanmar pode traçar suas fronteiras atuais em consequência desses eventos.
Ao longo da dinastia Konbaung, a capital foi transferida várias vezes por motivos religiosos, políticos e estratégicos.

## História

### Fundação
A dinastia foi fundada por um chefe de aldeia, que mais tarde ficou conhecido como Alaungpaya, em 1752, para desafiar o Reino Restaurado de Hanthawaddy, que acabara de derrubar a dinastia Taungû. Em 1759, as forças de Alaungpaya reunificaram toda a Birmânia (e Manipur) e expulsaram os franceses e os britânicos que forneceram armas a Hanthawaddy.
O segundo filho de Alaungpaya, Hsinbyushin, subiu ao trono após o curto reinado de seu irmão mais velho, Naungdawgyi (1760–1763). Ele continuou a política expansionista de seu pai e finalmente tomou Aiutaia em 1767, após sete anos de luta.

### Relações com o Sião
Em 1760, a Birmânia iniciou uma série de guerras com o Sião que duraria até meados do século XIX. Em 1770, os herdeiros de Alaungpaya destruíram o Sião de Aiutaia (1765–1767), subjugaram grande parte do Laos (1765) e derrotaram quatro invasões da China Qing (1765–1769). Com os birmaneses preocupados por mais duas décadas por outra invasão iminente pelos chineses, o Sião se reunificou em 1771 e capturou Lan Na em 1776. A Birmânia e o Sião entraram em guerra até 1855, mas após décadas de guerra, os dois países trocaram Tenasserim (para a Birmânia) e Lan Na (para o Sião).

### Relações com a China
Na defesa de seu reino, a dinastia travou quatro guerras com sucesso contra a dinastia Qing da China, que viu a ameaça da expansão do poder birmanês no Oriente. Em 1770, apesar de sua vitória sobre os exércitos chineses, o rei Hsinbyushin pediu a paz com a China e concluiu um tratado para manter o comércio bilateral com o Império do Meio, que era muito importante para a dinastia naquela época. A dinastia Qing então abriu seus mercados e restaurou o comércio com a Birmânia em 1788 após a reconciliação. Desde então, as relações pacíficas e amigáveis prevaleceram entre a China e a Birmânia por muito tempo.

### Relações com o Vietnã
Em 1823, emissários birmaneses liderados por George Gibson, que era filho de um mercenário inglês, chegaram à capital vietnamita de Saigon. O rei birmanês Bagyidaw estava muito interessado em conquistar o Sião e esperava que o Vietnã pudesse ser um aliado útil. O Vietnã acabava de anexar o Camboja. O imperador vietnamita era Minh Mạng, que havia acabado de assumir o trono após a morte de seu pai, o fundador da dinastia Nguyễn, Gia Long. Uma delegação comercial do Vietnã esteve recentemente na Birmânia, ansiosa para expandir o comércio de ninhos de pássaros (tổ yến). O interesse de Bagyidaw em enviar uma missão de retorno, no entanto, era garantir uma aliança militar.

### Expansão ocidental, Primeira e Segunda Guerras anglo-birmanesas

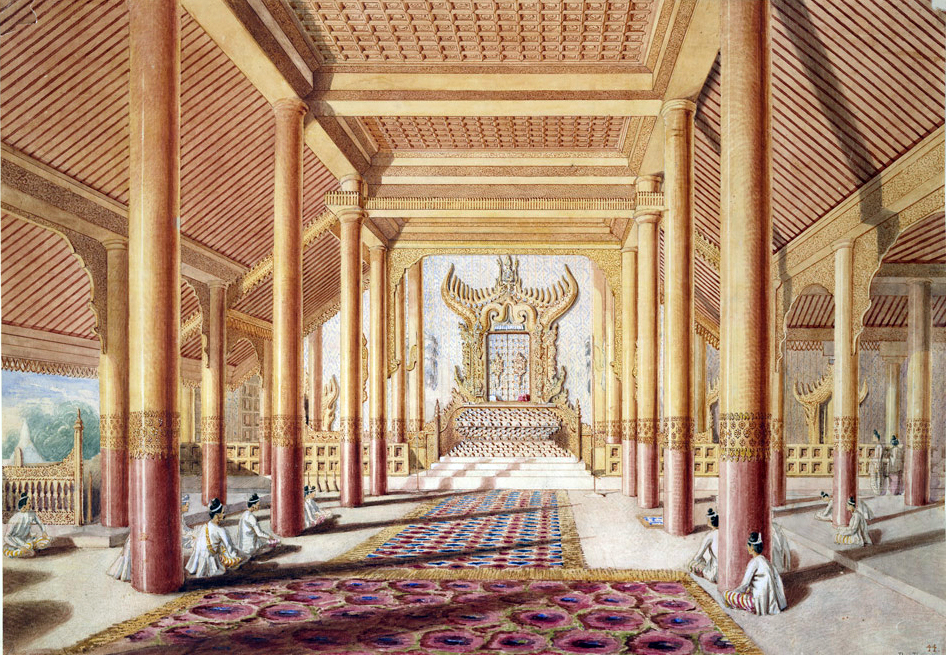
Trono do Leão da Birmânia no salão do trono do Palácio de Amarapura (pintura de Colesworthey Grant, 1855)

Confrontado com uma China poderosa e um Sião ressurgente no leste, Bodawpaya adquiriu os reinos ocidentais de Arracão (1784), Manipur (1814) e Assam (1817), levando a uma longa e mal definida fronteira com a Índia britânica. A corte Konbaung tinha como objetivo a possível conquista da Bengala Britânica quando eclodiu a Primeira Guerra anglo-birmanesa.
Os europeus começaram a estabelecer entrepostos comerciais na região do delta do rio Irauádi durante este período. O Konbaung tentou manter sua independência equilibrando-se entre os franceses e os britânicos. No final, fracassou, os britânicos romperam relações diplomáticas em 1811, e a dinastia lutou e perdeu três guerras contra o Império Britânico, culminando na anexação total da Birmânia pelos britânicos.
Os britânicos derrotaram os birmaneses na Primeira Guerra anglo-birmanesa (1824–1826) após enormes perdas de ambos os lados, tanto em termos de mão de obra quanto de ativos financeiros. A Birmânia teve que ceder Arracão, Manipur, Assam e Tenasserim, e pagar uma grande indenização de um milhão de libras.
Em 1837, o irmão do rei Bagyidaw, Tharrawaddy, tomou o trono, colocou Bagyidaw em prisão domiciliar e executou a rainha-chefe Me Nu e seu irmão. Tharrawaddy não fez nenhuma tentativa de melhorar as relações com a Grã-Bretanha.
Seu filho Pagan, que se tornou rei em 1846, executou milhares — algumas fontes dizem até 6 mil — de seus súditos mais ricos e influentes sob acusações forjadas. Durante seu reinado, as relações com os britânicos tornaram-se cada vez mais tensas. Em 1852, eclodiu a Segunda Guerra anglo-birmanesa. Pagan foi sucedido por seu irmão mais novo, o progressista Mindon.

### Reformas

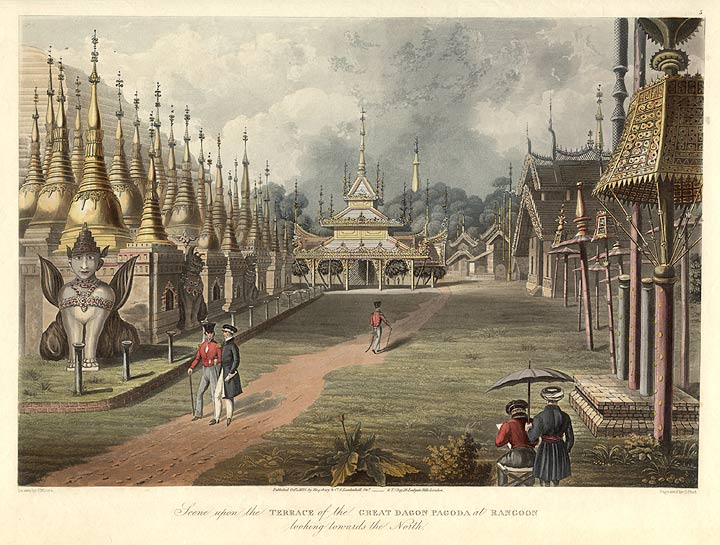
O pagode Shwedagon durante a Primeira Guerra Anglo-Birmanesa (1824–1826)

Percebendo a necessidade de modernização, os governantes Konbaung tentaram decretar várias reformas com sucesso limitado. O rei Mindon com seu irmão, o príncipe herdeiro Kanaung, instalou fábricas estatais para produzir armas e bens modernos; no final, essas fábricas se mostraram mais caras do que eficazes para evitar a invasão e a conquista estrangeira.
Os reis Konbaung estenderam as reformas administrativas iniciadas no período da dinastia Taungû restaurada (1599–1752) e alcançaram níveis sem precedentes de controle interno e expansão externa. Eles reforçaram o controle nas terras baixas e reduziram os privilégios hereditários dos chefes xãs. Eles também instituíram reformas comerciais que aumentaram a receita do governo e a tornaram mais previsível. A economia monetária continuou a ganhar terreno. Em 1857, a coroa inaugurou um sistema completo de impostos e salários em dinheiro, auxiliado pela primeira moeda de prata padronizada do país.
Mindon também tentou reduzir a carga tributária baixando o pesado imposto de renda e criou um imposto sobre a propriedade, além de impostos sobre exportações estrangeiras. Essas políticas tiveram o efeito inverso de aumentar a carga tributária, pois as elites locais aproveitaram a oportunidade para decretar novos impostos sem baixar os antigos; eles foram capazes de fazê-lo porque o controle central era fraco. Além disso, os impostos sobre as exportações estrangeiras sufocaram o comércio e os comerciantes florescentes.
Mindon tentou colocar a Birmânia em maior contato com o mundo exterior e organizou o Quinto Grande Sínodo Budista em 1872, em Mandalai, conquistando o respeito dos britânicos e a admiração de seu próprio povo.
Mindon evitou a anexação em 1875, cedendo os estados de Karenni.
No entanto, a extensão e o ritmo das reformas foram desiguais e, em última análise, provaram ser insuficientes para conter o avanço do colonialismo britânico.

### Terceira Guerra anglo-birmanesa e o destronamento da monarquia

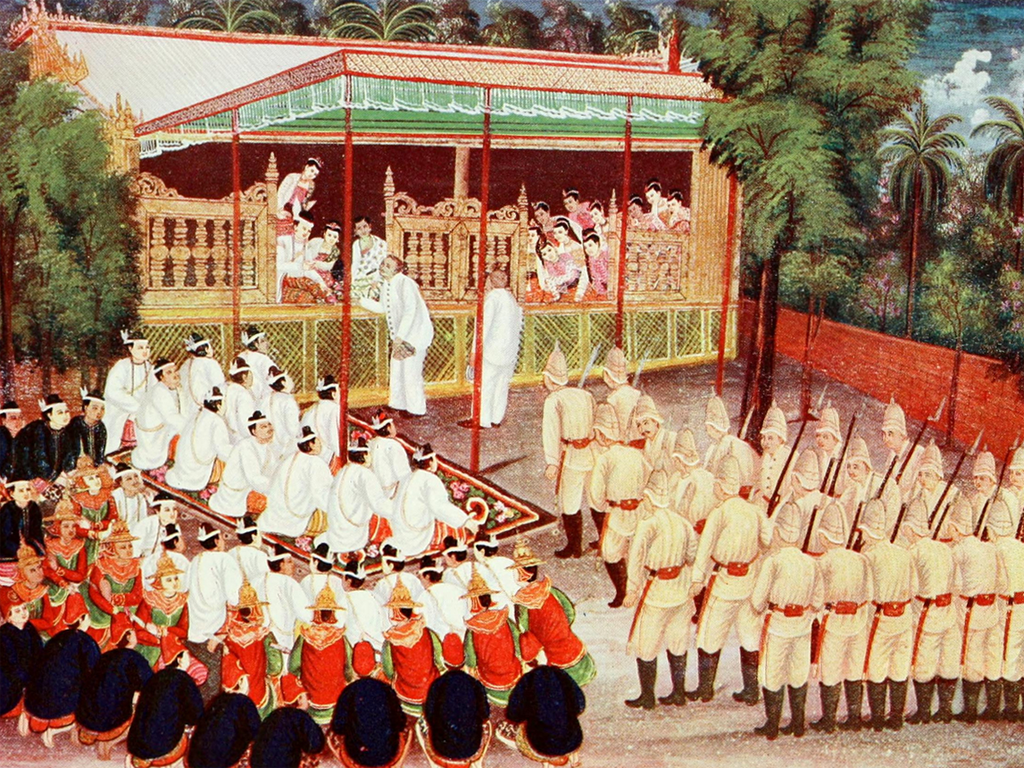
Pintura tradicional de Saya Chone retrata a abdicação do rei Thibaw

Ele morreu antes de poder nomear um sucessor, e Thibaw, um príncipe menor, foi levado ao trono por Hsinbyumashin, uma das rainhas de Mindon, juntamente com sua filha, Supayalat. (Rudyard Kipling a menciona como a rainha de Thibaw e toma emprestado seu nome em seu poema “Mandalai”) O novo rei Thibaw começou, sob a direção de Supayalat, a massacrar todos os prováveis candidatos ao trono.
A dinastia chegou ao fim em 1885 com a abdicação forçada e o exílio do rei e da família real na Índia. Os britânicos, alarmados com a consolidação da Indochina francesa, anexaram o restante do país na Terceira Guerra anglo-birmanesa em 1885. A anexação foi anunciada no parlamento britânico como um presente de Ano Novo para a Rainha Vitória em 1 de janeiro de 1886.
Embora a dinastia tivesse conquistado vastas extensões de território, seu poder direto era limitado à sua capital e às planícies férteis do vale do rio Irauádi. Os governantes Konbaung impuseram taxas severas e tiveram dificuldades para combater rebeliões internas. Em vários momentos, os estados xã pagaram tributo à dinastia Konbaung, mas, diferentemente das terras mon, nunca foram diretamente controlados pelos birmaneses.

## Governo
A dinastia Konbaung era uma monarquia absoluta. Como no resto do Sudeste Asiático, o conceito tradicional de realeza aspirava aos chakravartin (Monarcas Universais) criarem sua própria mandala ou campo de poder político dentro do universo Jambudvīpa, com a posse do elefante branco que lhes permitiu assumir o título de Hsinbyushin ou Hsinbyumyashin (Senhor dos Elefantes Brancos), desempenhou um papel significativo em seus esforços. De importância mais terrena foi a ameaça histórica de ataques periódicos e auxílio de rebeliões internas, bem como invasão e imposição de soberania dos reinos vizinhos dos mons, xãs e manipuris.

### Divisões administrativas

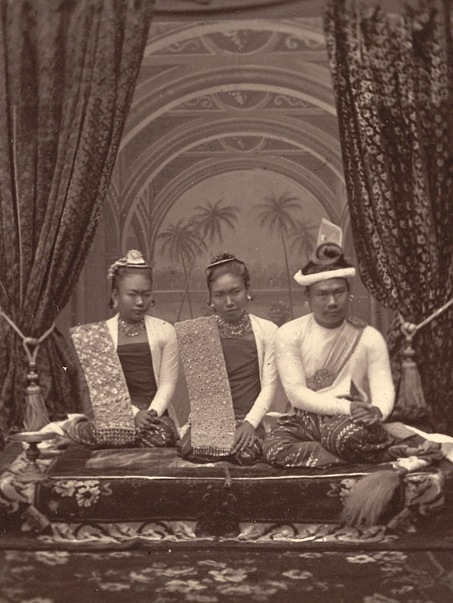
O último rei, Thibaw Min (à direita), aqui com a rainha Supayalat e sua irmã, a rainha júnior Supayalay, foi deposto à força pelos britânicos após a Terceira Guerra anglo-birmanesa em 1885

O reino foi dividido em províncias chamadas myo (မြို့). Estas províncias eram administradas por Myosa (မြို့စား), que eram membros da família real ou oficiais de mais alto escalão dos Hluttaw. Eles coletavam receitas para o governo real, pagáveis ao Shwedaik (Tesouro Real) em parcelas fixas e retinham o que sobrava. Cada myo era subdividido em distritos chamados taik (တိုက်), que continham coleções de aldeias chamadas ywa (ရွာ).
As províncias costeiras periféricas do reino (Pegu, Tenasserim, Martabão e Arracão) eram administradas por um vice-rei chamado Myowun, que era nomeado pelo rei e possuía poderes civis, judiciais, fiscais e militares. Os conselhos provinciais (myoyon) consistiam em myo saye (escribas municipais), nakhandaw (receptores das ordens reais), sitke (chefes de guerra), htaunghmu (carcereiro), ayatgaung (chefe do bairro) e dagahmu (guardião dos portões). Cada província era dividida em distritos chamados myo, cada um liderado por um myo ok (se nomeado), ou por um myo thugyi (se o cargo fosse hereditário). O vice-rei de Pegu era assistido por vários funcionários adicionais, incluindo um akhunwun (oficial de receita), akaukwun (coletor alfandegário) e um yewun (conservador do porto).
Os feudos tributários periféricos nas bordas do reino eram autônomos na prática e nominalmente administrados pelo rei. Estes incluíam os reinos de língua tailandesa (que se tornaram os Estados xãs durante o domínio britânico), Palaung, Cachim e Manipur. Os príncipes tributários desses feudos regularmente juravam lealdade e ofereciam tributo aos reis Konbaung (através de rituais chamados gadaw pwedaw) e recebiam privilégios reais e eram designados saopha ('senhor do céu') Em particular, as famílias xãs sawb se casavam regularmente com a aristocracia birmanesa e tinham contato próximo com a corte Konbaung.

### Agências reais
O governo era administrado centralmente por várias agências reais consultivas, seguindo um padrão estabelecido durante a dinastia Taungû.
A Hluttaw (လွှတ်တော်, lit. "lugar de libertação real", c.f. Conselho de Estado) desempenhava funções legislativas, ministeriais e judiciais, administrando o governo real conforme delegado pelo rei. As sessões na Hluttaw eram realizadas por 6 horas diárias, das 6 às 9 horas e do meio-dia às 15 horas. Listado por classificação, a Hluttaw era composta por:
- Chefe do Conselho — o rei, seu herdeiro aparente, ou um príncipe de alto escalão que presidia a Hluttaw como seu chefe nominal.[33]
- Wunshindaw (ဝန်ရှင်တော်, primeiro-ministro) — servia como o ministro-chefe da Hluttaw, um cargo criado durante o reinado de Mindon Min e mais notavelmente servido por Kinwun Mingyi U Kaung[33][34][35]
- Quatro Wungyi (ဝန်ကြီး, ministros) — administravam conjuntamente a pasta administrativa da Hluttaw e compartilhavam a responsabilidade conjunta pela administração do reino.[31][36]
  - Quatro Wundauk (ဝန်ထောက်, vice-ministros) — serviam como representantes dos Wungyi
- Myinzugyi Wun (မြင်းဇူးကြီးဝန်, lit. "Ministro dos Regimentos de Cavalaria") — como a mais alta posição do exército regular, supervisionava a Tatmadaw.[37]
- Athi Wun (အသည်ဝန်, lit. "Ministro do Athi") — responsável pela alocação de recursos de mão-de-obra corveia e mobilização dos contribuintes comuns, chamados athi, durante o período de guerra.[31][37]

A Byedaik (ဗြဲတိုက်, lit. "Câmara de bacharéis", com Bye decorrente da língua mom blai, "bacharel") servia como Conselho Privado, lidando com assuntos internos da corte e também servia como interlocutor entre o rei e outras agências reais. A Byedaik consistia em:
- Oito Atwinwun (အတွင်းဝန်, c.f. "Ministros do Interior") — comunicavam os negócios da Hluttaw ao rei, administravam transações internas de assuntos gerais relacionados à corte real.[38]
- Thandawzin (သံတော်ဆင့်, "arautos") — desempenhavam funções de secretariado e compareciam às audiências do rei para anotar as ordens do rei e encaminhá-las para a Hluttaw para inscrição.[39]
- Simihtunhmu (ဆီမီးထွန်းမှူး, lit. "acendedores de lâmpadas") — mantinham uma lista de todas as pessoas dormindo no palácio.[40]
- Hteindeinyanhmu (ထိန်းသိမ်းရေးမှူး, "zeladores de compromissos reais") — realizavam tarefas domésticas, como manter a mobília do palácio, cortinas e outros compromissos.[41]

O Shwedaik (ရွှေတိုက်) era o Tesouro Real e, como tal, servia como repositório de metais preciosos e tesouros do Estado. Além disso, o Shwedaik mantinha os arquivos do Estado e mantinha vários registros, incluindo genealogias detalhadas de funcionários hereditários e relatórios do censo. O Shwedaik era composto por:
- Shwedaik Wun (ရွှေတိုက်ဝန်) — Chanceler do Tesouro[41]
- Shwedaik Saw (ရွှေတိုက်စော) — Governador do Tesouro[41]
- Shwedaik Kyat (ရွှေတိုက်ကြပ်) — Superintendente[41]
- Shwedaik Saye (ရွှေတိုက်စာရေး) — Secretário do Tesouro[41]
- Shwedaik Thawkaing (ရွှေတိုက်သော့ကိုင်) — Guardião da Chave do Tesouro[41]

### Serviço real

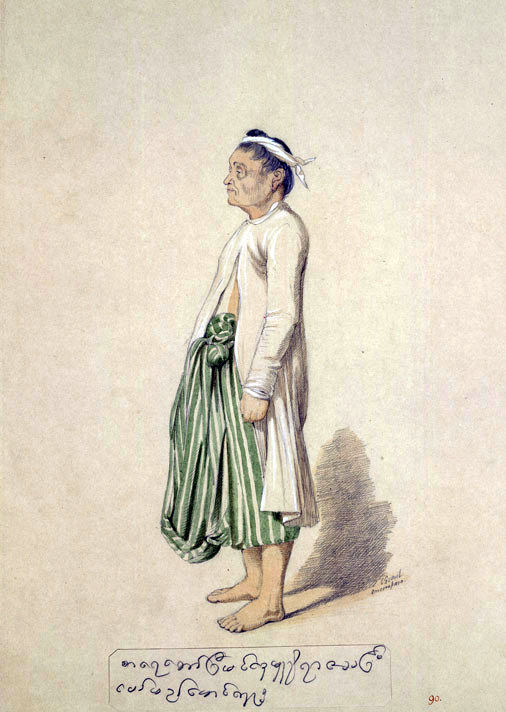
Um escriba real, 1855

Cada agência real incluía um grande séquito de funcionários de nível médio e baixo responsáveis pelos assuntos do dia-a-dia. Estes incluíam o:
- Nakhandaw (နားခံတော်) — encarregado de transmitir comunicações de e para o Rei e a Hluttaw.[43] Também servia como intermediário entre as agências reais e entre o rei e os ministros.[42] Recolhia, classificava, interpretava relatórios, lia proclamações em reuniões oficiais, transmitia ordens aos conselhos provinciais.[42]
- Sayedawgyi (စာရေးတော်ကြီး; grandes chefes de gabinete) — realizavam trabalho de nível executivo e investigações preliminares para julgamentos[43]
  - Saye (စာရေး; escriturários)
- Ameindawgyi (အမိန့်တော်ကြီး; escritores de grandes ordens) — preparavam e emitiam ordens reais após as etapas preliminares necessárias terem sido tomadas.[43]
- Athonsaye (အသုံးစာရေး; secretários de obras) — supervisionavam a construção e reparos de todos os edifícios públicos[43]
- Ahmadawye (အမှတ်တော်ကြီး; registradores de ordens) — ordens redigidas e cartas a serem emitidas pela Hluttaw[43]
- Awayyauk (အဝေးရောက်; chegada de correspondências) — recebia e lia cartas vindas de longe antes do envio aos ministros[43]
- Thandawgan (သံတော်ခံ) — oficiais cerimoniais que recebiam cartas em nome do rei[44]

e 3 classes de oficiais cerimoniais:
1. Letsaungsaye (escriturários de presentes) — lia as listas de oferendas feitas ao rei em funções reais[44]
2. Yonzaw (mestre de cerimônias) — organizava as funções reais e audiências do rei[44]
3. Thissadawge (registradores de grandes juramentos) — juramentos administrados de fidelidade para aqueles que entram no serviço real[44]

### Corte Real

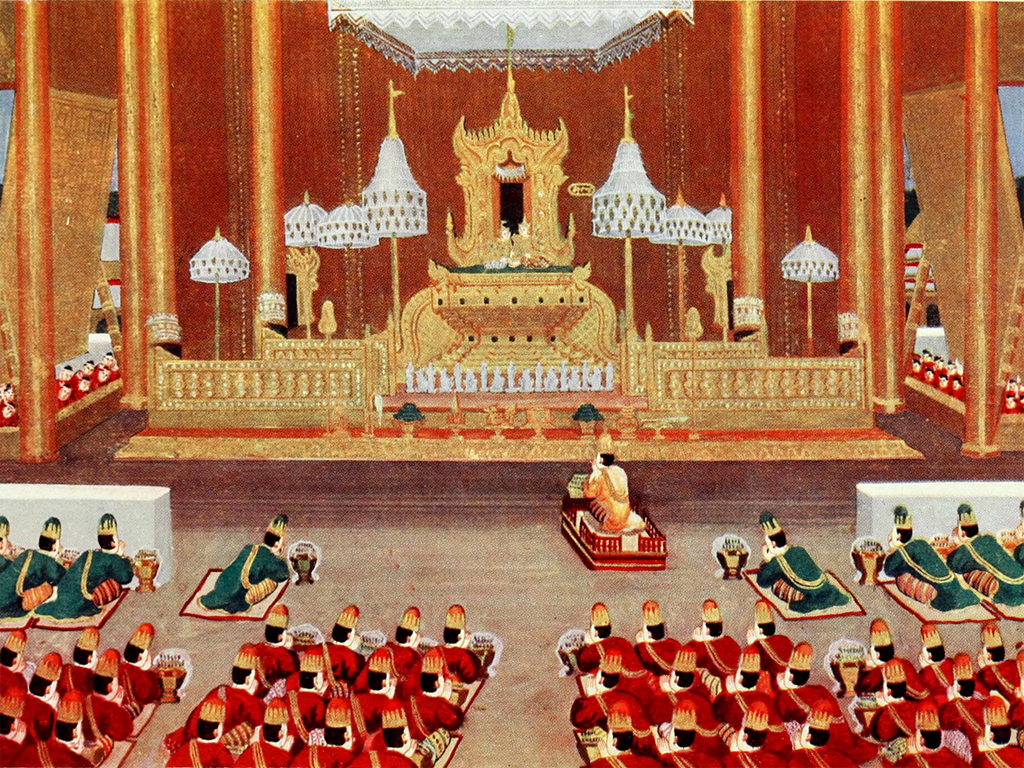
“Audiência Real”, uma pintura tradicional de Saya Chone

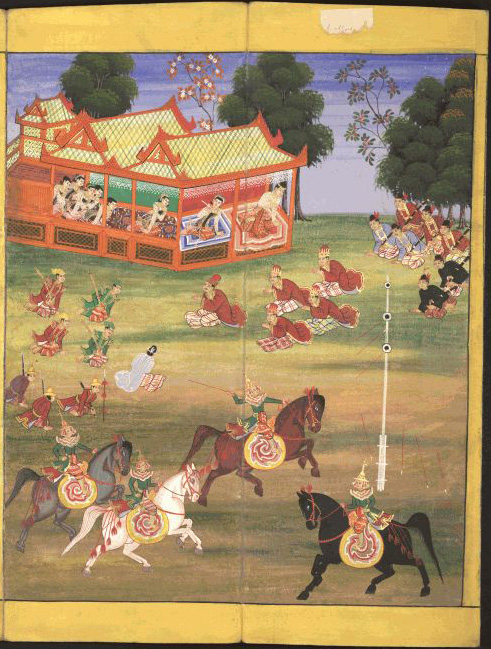
O rei e a rainha assistindo uma cerimônia envolvendo cavaleiros a cavalo. De um parabeik do século XVIII (livro de fotos)

A sociedade Konbaung estava centrada no rei, que tomou muitas esposas e teve vários filhos, criando uma enorme família real estendida que formava a base de poder da dinastia e competia pela influência na corte real. Também colocou problemas de sucessão ao mesmo tempo, muitas vezes resultando em massacres reais.
O Lawka Byuha Kyan (လောကဗျူဟာကျမ်း), também conhecido como Inyon Sadan (အင်းယုံစာတန်း), é o primeiro trabalho existente sobre os protocolos e costumes da corte birmanesa. A obra foi escrita pelo Inyon Wungyi Thiri Uzana, também conhecido como Inyon Ywaza, durante o reinado de Alaungpaya, o fundador da dinastia Konbaung.
A vida da corte real na dinastia Konbaung consistia em rituais e cerimônias codificados e aqueles que foram inovados com a progressão da dinastia. Muitas cerimônias eram compostas de ideias hindus localizadas e adaptadas às tradições existentes, tanto de origem birmanesa quanto budista. Esses rituais também foram usados para legitimar o governo dos reis birmaneses, pois os monarcas Konbaung alegavam descender de Mahāsammata através do clã Xáquia (do qual Sidarta Gautama era membro) e da Casa de Vijaya. A vida na corte real era rigorosamente regulamentada. Eunucos (မိန်းမဆိုး) supervisionavam as damas da casa real e apartamentos. As rainhas e concubinas inferiores não podiam residir nos principais edifícios do palácio.
Os brâmanes, geralmente conhecidos como ponna (ပုဏ္ဏား) em birmanês, serviram como especialistas em cerimônias rituais, astrologia e ritos devocionais para divindades hindus na corte Konbaung. Eles desempenhavam um papel essencial nos rituais de criação de reis, consagração e cerimônias de ablução chamadas abicheca (ဗိဿိတ်). Os brâmanes da corte (ပုရောဟိတ်, parohita) estavam bem inseridos na vida diária da corte, aconselhando e consultando o rei em vários assuntos. Uma hierarquia social entre os brâmanes determinava seus respectivos deveres e funções. Os astrólogos brâmanes chamados huya (ဟူးရား) eram os responsáveis por determinar os cálculos astrológicos, como determinar o momento auspicioso para a fundação de uma nova capital, um novo palácio, pagode ou posse da residência real, anunciar um compromisso, deixar um lugar, visitar um pagode ou iniciar uma campanha militar. Eles também criaram o calendário religioso, preparavam o almanaque (သင်္ကြန်စာ), calculavam os próximos eclipses solares e lunares, identificavam os principais dias festivos com base no ciclo lunar e comunicavam horários e datas auspiciosos. Um grupo especial de brâmanes que realizavam rituais de abicheca também foram selecionados como pyinnya shi (ပညာရှိ), nomeados conselheiros reais.

### Forças Armadas
As Forças Armadas Reais (birmanês:  တပ်မတော်, [taʔmədɔ̀]) foram as forças armadas da monarquia birmanesa entre os séculos IX e XIX. Refere-se às forças militares do Reino de Pagã, do Reino de Ava, do Reino Hanthawaddy, da dinastia Taungû e da dinastia Konbaung em ordem cronológica. O exército foi uma das principais forças armadas do Sudeste Asiático até ser derrotado pelos britânicos em um período de seis décadas no século XIX.
O exército era organizado em um pequeno exército permanente de alguns milhares, que defendia a capital e o palácio, e um exército de guerra muito maior, baseado em recrutas. O recrutamento era baseado no sistema ahmudan, que exigia que os chefes locais fornecessem uma cota predeterminada de homens de sua jurisdição com base na população em tempos de guerra. O exército de guerra também consistia em unidades de elefantaria, cavalaria, artilharia e navais.
As armas de fogo, introduzidas pela primeira vez da China no final do século XIV, foram integradas à estratégia apenas gradualmente ao longo de muitos séculos. As primeiras unidades especiais de mosquetes e artilharia, equipadas com fecho de mecha e canhões portugueses, foram formadas no século XVI. Além das unidades especiais de armas de fogo, não havia um programa de treinamento formal para os recrutas regulares, que deveriam ter um conhecimento básico de autodefesa e de como operar o mosquete por conta própria. À medida que a lacuna tecnológica entre as potências europeias aumentava no século XVIII, o exército dependia da disposição dos europeus em vender armamentos mais sofisticados.
Embora o exército tenha se saído bem contra os exércitos dos vizinhos do reino, seu desempenho contra exércitos europeus tecnologicamente mais avançados se deteriorou com o tempo. Ele derrotou as invasões portuguesas e francesas nos séculos XVII e XVIII, respectivamente, mas o exército não conseguiu impedir o avanço dos britânicos no século XIX, perdendo todas as três guerras anglo-birmanesas. Em 1 de janeiro de 1886, a milenar monarquia birmanesa e seu braço militar, as Forças Armadas Reais da Birmânia, foram formalmente abolidas pelos britânicos.
O nome birmanês Tatmadaw ainda é o nome oficial das forças armadas atuais, bem como dos nomes birmaneses de seus oponentes, como a Força de Defesa do Povo.

### Rituais reais
Assuntos luxuosos também eram organizados em torno das cerimônias de vida dos membros da família real. Os brâmanes presidiam muitas dessas cerimônias auspiciosas, incluindo a construção de uma nova capital real; consagração do novo palácio, a cerimônia real da lavoura; as cerimônias de nomeação, primeira colheita do arroz e armazenagem; os rituais de unção da cabeça do abicheca e a participação do Rei nas celebrações do Ano Novo birmanês (Thingyan). Durante o Thingyan, um grupo de oito brâmanes aspergiam água benta por um grupo de oito monges budistas, em todo o palácio, na Hluttaw, em vários tribunais, nos principais portões da cidade e nos 4 cantos da capital. O rei participava de muitas das cerimônias envolvendo membros da família real, desde cerimônias de nascimento (ပုခက်မင်္ဂလာ) a cerimônias de furo de orelhas, de casamentos a funerais.
Edifícios específicos no palácio real serviam de palco para várias cerimônias de vida. Por exemplo, o Grande Salão de Audiências era onde os jovens príncipes passavam pela cerimônia shinbyu de maioridade e eram ordenados como monges noviços. Este também era o local onde os jovens príncipes cerimonialmente tinham seus cabelos amarrados em um coque (သျှောင်ထုံး). As festas elaboradas do Ano Novo birmanês aconteciam no Hmannandawgyi (Palácio dos Espelhos): no terceiro dia do Ano Novo, o rei e a rainha principal participavam do arroz Thingyan, arroz cozido mergulhado em água fria e perfumada, enquanto estavam sentados em seu trono. Apresentações musicais e dramáticas e outras festas também eram realizadas nesse complexo.

#### Cerimônias de consagração (abicheca)

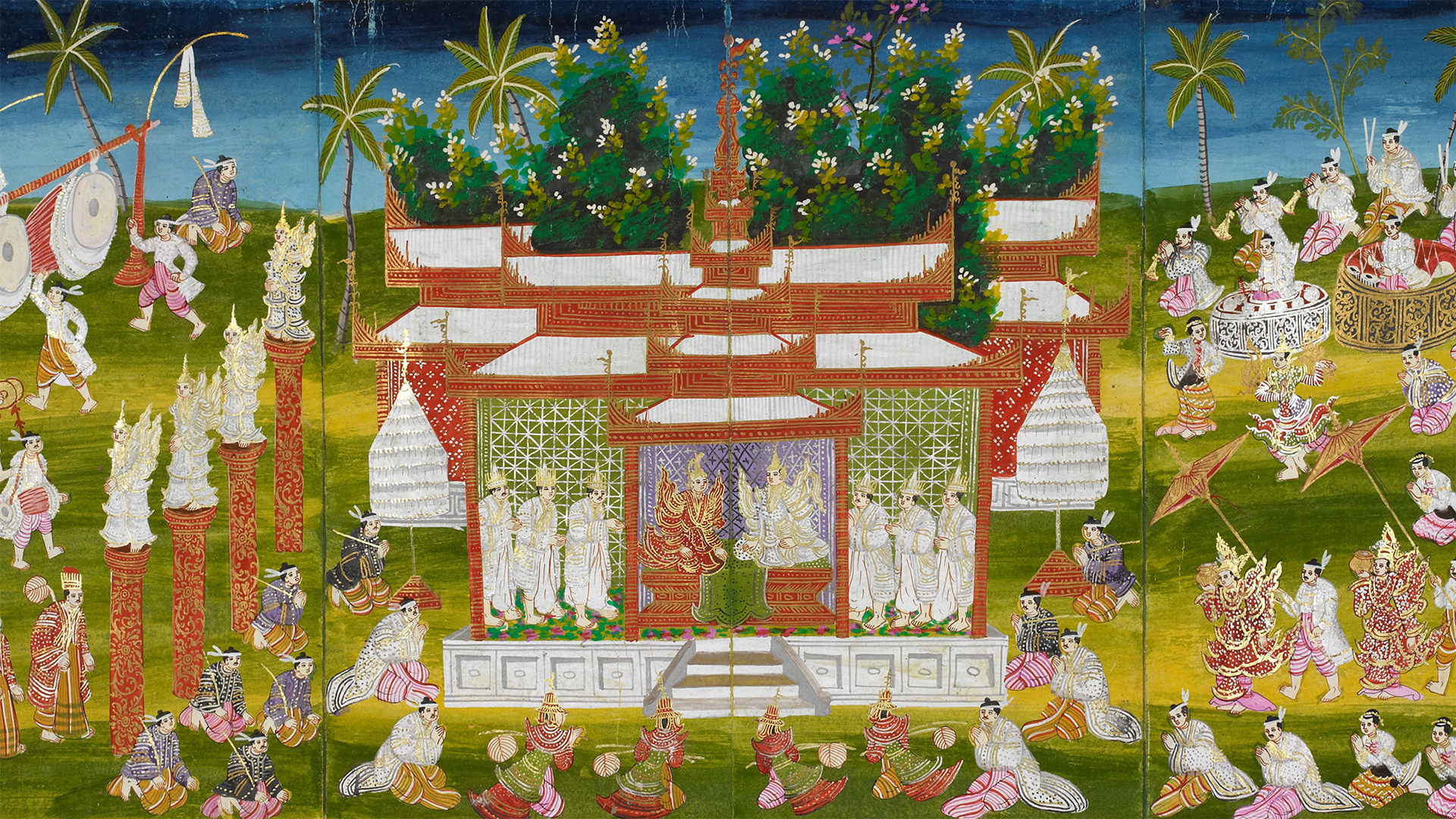
Uma pintura em aquarela do século XIX de pintores reais retrata uma cerimônia Konbaung abicheca. O rei e a rainha estão respectivamente sentados no pavilhão, cercados por uma comitiva de brâmanes

As funções da corte mais significativas do reinado de um rei eram as abicheca ou rituais consagratórios, realizados em vários momentos ao longo do reinado de um rei, para reforçar seu lugar como patrono da religião (Śāsana) e da retidão. Todos os rituais de abicheca envolviam derramar água de uma concha na cabeça do candidato (geralmente do rei), instruindo-o sobre o que fazer ou não fazer por amor ao seu povo e avisando-o de que, se não obedecesse, ele poderia sofrer certas misérias. Os rituais de ablução eram de responsabilidade de um grupo de oito brâmanes da elite qualificados exclusivamente para realizar o ritual. Eles deveriam permanecer castos antes da cerimônia. Outro grupo de brâmanes era responsável pela consagração do príncipe herdeiro.
Havia 14 tipos de cerimônias de abicheca no total:
1. Rājabhiseka (ရာဇဘိသိက်) — coroação do rei
2. Muddhabhiseka (မုဒ္ဓဘိသိက်) — voto formal do rei de trabalhar para a propagação do Sasana (os ensinamentos de Buda); realizada cinco anos após a ascensão ao trono[60][57]
3. Uparājabhiseka (ဥပရာဇဘိသေက) — instalação do príncipe herdeiro[60]
4. Mahesībhiseka (မဟေသီဘိသေက) — coroação da rainha-chefe[60]
5. Maṅgalabhiseka (မင်္ဂလာဘိသေက) — realizada para celebrar a posse dos elefantes brancos[60]
6. Siriyabhiseka (သီရိယဘိသေက) — realizada para renovar a glória do rei, realizada na ocasião[60]
7. Āyudighabhiseka (အာယုဒီဃဘိသေက) — realizada para ganhar longevidade, realizada na ocasião[60]
8. Jayabhiseka (ဇေယျာဘိသေက) — realizada para garantir a vitória e o sucesso na guerra[60]
9. Mahābhiseka (မဟာဘိသေက) — realizada para aumentar a prosperidade econômica, realizada sete anos após a ascensão ao trono[60]
10. Sakalabhiseka (သကလာဘိသေက) — realizada para garantir a paz no reino[60]
11. Vijayabhiseka (ဝိဇယဘိသေက) — realizada para conquistar inimigos[57]
12. Mandabhiseka (Manda beittheit) — realizada para casar o candidato com uma rainha da linhagem real.[61]
13. Singabhiseka (Thenga beittheit) — realizada para reiterar o compromisso de um rei de cumprir as leis, após o que são conferidos plenos poderes para o governo e administração do país[61]

#### Coroação
Rajabhiseka (ရာဇဘိသိက်) — a coroação do rei, presidida pelos brâmanes, era o ritual mais importante da corte real. A cerimônia era normalmente realizada no mês birmanês de Kason, mas não necessariamente ocorria durante o início de um reinado. O Sasanalinkaya afirma que Bodawphaya, assim como seu pai, foi coroado somente após estabelecer o controle sobre a administração do reino e purificar as instituições religiosas. As características mais importantes desse ritual eram: a busca da água da unção; o banho cerimonial; a unção; e o juramento do rei.
Preparações elaboradas eram feitas precisamente para esta cerimônia. Três pavilhões cerimoniais (Sihasana ou Trono do Leão; Gajasana ou Trono do Elefante; e o Marasana ou Trono do Pavão) eram construídos em um terreno especificamente designado (chamado de "jardim do pavão") para esta ocasião. Oferendas também eram feitas às divindades e parittas budistas foram cantadas. Indivíduos especialmente designados, geralmente as filhas de dignitários, incluindo comerciantes e brâmanes, eram encarregados de obter água de unção no meio do rio. A água era colocada nos respectivos pavilhões.
Em um momento auspicioso, o rei era vestido com o traje de um Brama e a rainha com o de uma rainha de devaloka. O casal era escoltado aos pavilhões em procissão, acompanhado por um cavalo branco ou um elefante branco. O rei primeiro banhava seu corpo no pavilhão Morasana, depois sua cabeça no pavilhão de Gajasana. Ele então entrava no pavilhão Sihasana para assumir seu assento no trono da coroação, criado para se assemelhar a uma flor de lótus desabrochando, feita de figueira e folha de ouro aplicada. Os brâmanes entregavam-lhe os cinco artigos da coroação (မင်းမြောက်တန်ဆာ, Min Myauk Taza):
1. Guarda-chuva branco (ထီးဖြူ, hti byu)[70]
2. Coroa, na forma de um cocar com crista (မကိုဋ်, magaik)[70]
3. Cetro (သန်လျက်, thanlyet)[70]
4. Sandálias (ခြေနင်း, che nin)[70]
5. Espanta moscas, feito de rabo de iaque (သားမြီးယပ်, thamyi yat)[70]

Em seu trono, oito princesas ungiam o rei derramando água especialmente adquirida em cima de sua cabeça, cada uma usando uma concha com gemas brancas, conjurando-o solenemente em fórmulas para governar com justiça. Os brâmanes então erguiam um guarda-chuva branco sobre a cabeça do rei. Esta unção era repetida por oito brâmanes de sangue puro e oito mercadores. Depois, o rei repetia as palavras atribuídas a Buda ao nascer: "Sou o principal em todo o mundo! Sou o mais excelente em todo o mundo! Sou inigualável em todo o mundo!" e fazia invocação derramando água de um jarro de ouro. O ritual terminava com o rei refugiando-se nas Três Jóias (Buda, Darma e Sanga).
Como parte da coroação, os prisioneiros eram libertados. O rei e seu cortejo retornavam ao Palácio, e os pavilhões cerimoniais eram desmontados e lançados ao rio. Sete dias após a cerimônia, o rei e membros da família real faziam uma procissão inaugural, circulando o fosso da cidade em uma barcaça dourada, entre música festiva e espectadores.

#### Instalação do príncipe herdeiro
Uparājabhiseka (ဥပရာဇဘိသေက) — a instalação do Uparaja (Príncipe Herdeiro), em birmanês Einshe Min (အိမ်ရှေ့မင်း), era um dos rituais mais importantes no reinado do rei. A Cerimônia de Instalação ocorria no Byedaik (Conselho Privado). O príncipe herdeiro era investido, recebia apêndices e insígnias, e recebia uma infinidade de presentes. O rei também nomeava formalmente um séquito de funcionários domésticos para supervisionar os assuntos públicos e privados do príncipe. Depois, o príncipe herdeiro era conduzido ao seu novo palácio, condizente com sua nova posição. Os preparativos para um casamento real com uma princesa, especialmente preparada para se tornar a consorte do novo rei, começavam então.

#### Alimentação do primeiro bétel
Kun U Khun Mingala (ကွမ်းဦးခွံ့မင်္ဂလာ) — a cerimônia de Alimentação do Primeiro Bétel era realizada cerca de 75 dias após o nascimento de um príncipe ou princesa para reforçar a saúde, prosperidade e beleza do recém-nascido. A cerimônia envolvia a alimentação de bétel, misturado com cânfora e outros ingredientes. Um oficial nomeado (ဝန်) organizava os rituais que precedem a cerimônia. Esses rituais incluíam um conjunto específico de oferendas ao Buda, espíritos indígenas (yokkaso, akathaso, bhummaso, etc.), Guardiões do Sasana e aos pais e avós da criança, todos organizados no quarto do bebê. Oferendas adicionais eram feitas aos Cem Phi (ပီတစ်ရာနတ်), um grupo de 100 espíritos siameses liderados por Nandi (နန္ဒီနတ်သမီး), personificado por uma figura brâmane feita de grama kusa (Desmostachya bipinnata), que era cerimonialmente alimentada com colheres de arroz cozido com a mão esquerda.

#### Cerimônia de nomeação
Nāmakaraṇa (နာမကရဏ) — a cerimônia de nomeação ocorria 100 dias após o nascimento de um príncipe ou princesa. A comida também era oferecida para os dignitários e artistas presentes. O nome da criança era inscrito em uma placa de ouro ou em folha de palmeira. Na noite anterior à cerimônia, um pwe era realizado para os participantes. No alvorecer da cerimônia, monges budistas entregavam um sermão à corte. Depois, no apartamento da Rainha Chefe, a criança ficava sentada em um divã com a Rainha Chefe, com os respectivos participantes da corte real sentados de acordo com a classificação. Um Ministro do Interior então presidia as oferendas cerimoniais (ကုဗ္ဘီး) feitas à Jóia Tríplice, os 11 devas chefiados por Thagyamin, 9 divindades hindus, nat indígena e os 100 Phi. Uma oração protetora era então recitada. Após a oração, um pyinnyashi preparava e 'alimentava' Nandi. No momento auspicioso calculado pelos astrólogos, o nome da criança era lido três vezes pelo arauto real. Depois, outro arauto real recitava um inventário de presentes oferecidos pelos dignitários presentes. No encerramento da cerimônia, seguia-se uma festa, com os participantes alimentados na ordem de precedência. Oferendas ao Buda eram transportadas para os pagodes, e aquelas para Nandi, para os brâmanes de sacrifício.

#### Cerimônia real de aragem

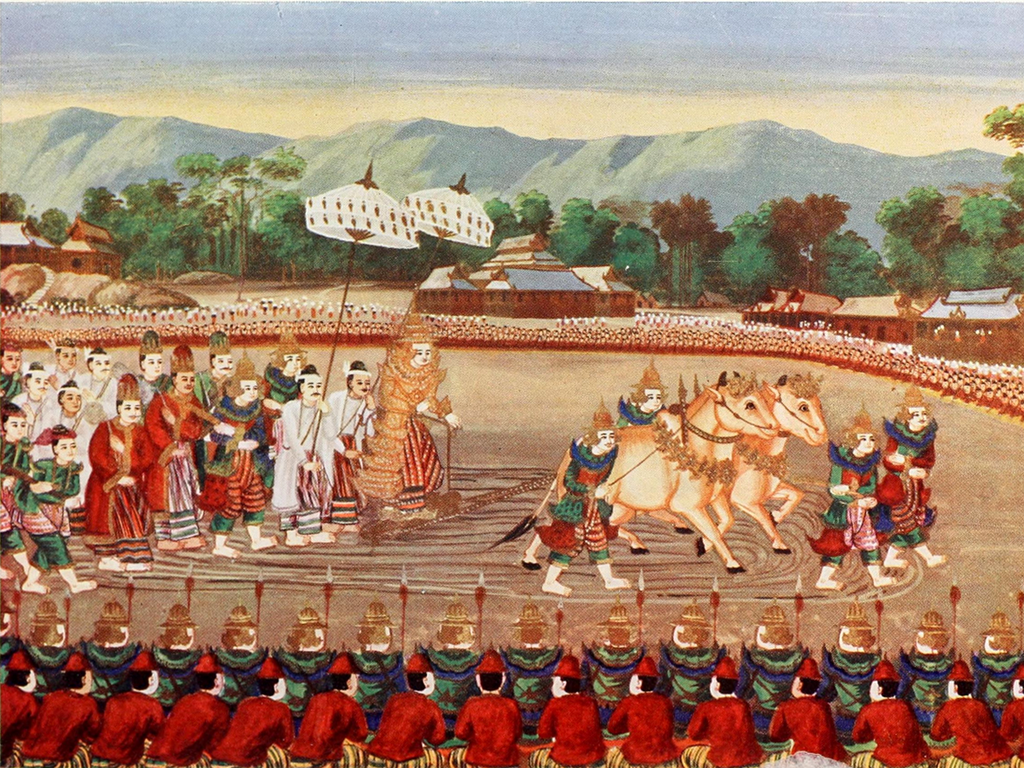
Uma representação da Cerimônia Real de Aragem por Saya Chone, uma pintora da corte real

Lehtun Mingala (လယ်ထွန်မင်္ဂလာ) — a Cerimônia Real de Aragem era um festival anual de abertura de terreno com arados nos campos reais a leste da capital real, para garantir chuva suficiente para o ano, propiciando o Moekhaung Nat, que se acreditava controlar a chuva. A cerimônia era tradicionalmente ligada a um evento na vida de Sidarta Gautama. Durante a lavoura real dos campos do rei Sudodana, o menino Buda levantou-se, sentou-se de pernas cruzadas e começou a meditar, sob a sombra de um jambeiro.
A cerimônia era realizada no início de junho, no intervalo da monção sudoeste. Para a cerimônia, o rei, vestido com roupas de Estado (um paso com o emblema do pavão (daungyut)), uma longa túnica ou túnica de seda incrustada de jóias, uma coroa em forma de espiral (tharaphu) e 24 cordões do salwe em seu peito e uma placa de ouro sobre sua testa) e sua audiência fazia uma procissão para os leya (campos reais). No ledawgyi, um pedaço de terra especialmente designado, bois brancos como leite eram presos a arados reais cobertos com folhas de ouro, prontos para serem arados por ministros, príncipes e reis. Os bois eram decorados com faixas de ouro e carmesim, rédeas enfeitadas com rubis e diamantes, e pesadas borlas de ouro penduradas nos chifres dourados. O rei iniciava a lavoura e dividia esse dever entre si, ministros e príncipes. Depois que a lavoura cerimonial dos ledawgyi era completada, as festividades surgiram em toda a capital real.

#### Cerimônia da lavagem da cabeça
No Thingyan e no final da quaresma budista, a cabeça do rei era cerimonialmente lavada com água de Gaungsay Gyun (lit. Ilha da lavagem das cabeças) entre Martabão e Moulmein, perto da foz do rio Saluém. Após a Segunda Guerra Anglo-Birmanesa (que resultou na queda de Gaungsay Gyun sob posse britânica), a água purificada do rio Irauádi era coletada. Esta cerimônia também precedia as cerimônias da abertura dos brincos, enfeites de cabeça e casamento da família real.

#### Cerimônia de reverência
A cerimônia de reverência era uma grande cerimônia realizada no Grande Salão de Audiências três vezes por ano, onde príncipes e cortesãos tributários prestavam homenagem, prestavam homenagem ao seu benfeitor, o rei Konbaung, e juravam fidelidade à monarquia.
1. Hnit Thit Gadaw (နှစ်သစ်ကန်တော့)[93] — Início do Ano Novo birmanês (abril)[58]
2. Wa-win Gadaw (ဝါဝင်ကန်တော့)[93] — Início da Quaresma Budista (junho ou julho) — exigia a presença de príncipes, ministros e oficiais da cidade[58]
3. Wa-gyut Gadaw (ဝါကျွတ်ကန်တော့)[93] — Fim da Quaresma Budista (outubro) — exigia a presença de governadores provinciais e príncipes tributários (sawbwa)[58]

Durante esta cerimônia, o rei ficava sentado no Trono do Leão, junto com a rainha principal, à sua direita. O príncipe herdeiro ficava sentado imediatamente diante do trono em um assento semelhante a um berço, seguido pelos príncipes de sangue (min nyi min tha). Constituindo a audiência estavam cortesãos e dignitários de estados vassalos, que ficavam sentados de acordo com a classificação, conhecidos em birmanês como Neya Nga Thwe (နေရာငါးသွယ်):
1. Taw Neya (တော်နေရာ);[94]
2. Du Neya (ဒူးနေရာ);[94]
3. Sani (စနည်း);[94]
4. Atwin Bawaw (အတွင်းဘဝေါ);[94]
5. Apyin Bawaw (အပြင်ဘဝေါ)[94]

Lá, o público prestava reverência ao monarca e renovava sua fidelidade ao monarca. As mulheres, exceto a rainha-chefe, não podiam ser vistas durante essas cerimônias. Rainhas menores, esposas de ministros e outros oficiais ficavam sentadas em uma sala atrás do trono: as rainhas ficavam sentadas no centro dentro da grade que cercava o lance de escadas, enquanto as esposas de ministros e outros sentavam-se no espaço externo.

#### Adoração dos ancestrais
Ao longo da dinastia Konbaung, a família real realizava ritos ancestrais para honrar seus ancestrais imediatos. Esses ritos eram realizados três vezes por ano no Zetawunsaung (Salçao Jetavana ou "Salão da Vitória"), que abrigava o Trono do Ganso (ဟင်္သာသနပလ္လင်), imediatamente anterior à Cerimônia de Reverência. Em uma plataforma em uma sala a oeste do salão, o rei e membros da família real prestavam reverência às imagens de monarcas e consortes da dinastia Konbaung. Oferendas e orações em páli de um livro de odes também eram feitas às imagens. As imagens, que tinham de 150 a 610 mm de altura, eram feitas de ouro maciço. As imagens foram feitas apenas para reis Konbaung em sua morte (se ele morreu no trono) ou para rainhas Konbaung (se ela morreu enquanto seu consorte estava no trono), mas não de um rei que morreu após a deposição ou uma rainha que sobreviveu ao marido. Itens usados pelo personagem falecido (por exemplo, espada, lança, caixa de bétel) eram preservados junto com a imagem associada. Após a conquista britânica da Alta Birmânia, 11 imagens caíram nas mãos do Superintendente da Residência do Governador, em Bengala, onde foram derretidas.

#### Funerais

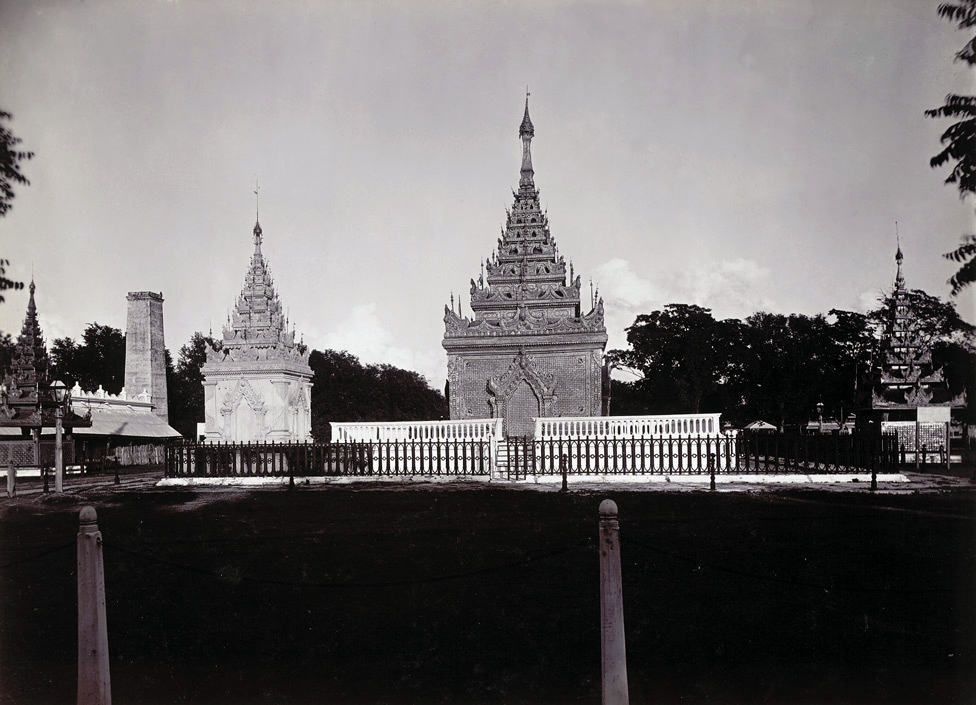
O túmulo do rei Mindon no terreno do Palácio Mandalay em 1903

Quando um rei morria, seu guarda-chuva branco real era quebrado e o grande tambor e gongo na torre do sino do palácio (no portão leste do palácio), foi golpeado. Era costume que os membros da família real, incluindo o rei, fossem cremados: suas cinzas eram colocadas em um saco de veludo e jogadas no rio. O rei Mindon Min foi o primeiro a quebrar a tradição; seus restos mortais não foram cremados, mas sim enterrados intactos, de acordo com seus desejos, no local onde seu túmulo está agora. Antes de seu enterro, o corpo do rei Mindon foi colocado diante de seu trono no Hmannandawgyi (Palácio dos Espelhos).

#### Sacrifício da fundação
O Sacrifício da fundação era uma prática birmanesa pela qual vítimas humanas conhecidas como myosade (မြို့စတေး)  eram sacrificadas cerimonialmente por enterro durante a fundação de uma capital real, para propiciar e apaziguar os espíritos guardiões, para garantir a inexpugnabilidade da capital. As vítimas eram esmagadas até a morte debaixo de um enorme poste de teca erguido perto de cada portão, e nos quatro cantos das muralhas da cidade, para tornar a cidade segura e inexpugnável. Embora esta prática contradissesse os princípios fundamentais do budismo, estava alinhada com as crenças animistas predominantes, que ditavam que os espíritos das pessoas que sofriam mortes violentas se tornavamm nats (espíritos) e protetores e possessivos de seus locais de morte. Os locais preferidos para tais execuções eram os cantos da cidade e os portões, os pontos de defesa mais vulneráveis.
Os monarcas Konbaung seguiram antigos precedentes e tradições para fundar a nova cidade real. Os brâmanes foram encarregados de planejar essas cerimônias de sacrifício e determinar o dia auspicioso de acordo com cálculos astrológicos e os sinais dos indivíduos mais adequados para o sacrifício. Normalmente, as vítimas eram selecionadas de um espectro de classes sociais, ou infelizmente apreendidas contra a vontade durante o dia do sacrifício. As mulheres nos últimos estágios da gravidez eram preferidas, pois o sacrifício renderia dois espíritos guardiões em vez de um.
Tais sacrifícios ocorreram na fundação do palácio Wunbe In em Ava em 1676 e podem ter ocorrido na fundação de Mandalay em 1857. Oficiais da corte real na época alegaram que a tradição foi totalmente dispensada, com flores e frutas oferecidas no lugar de vítimas humanas. As Crônicas birmanesas e os registros contemporâneos fazem apenas menção a grandes jarras de óleo enterradas nos locais identificados, o que era, por tradição, para verificar se os espíritos continuariam a proteger a cidade (ou seja, enquanto o óleo permanecesse intacto, os espíritos estavam cumprindo seu dever). The Burman, de Shwe Yoe, descreve 52 homens, mulheres e crianças enterrados, com 3 enterrados sob o poste perto de cada um dos doze portões das muralhas da cidade, um em cada canto desses muros, um em cada canto da paliçada de teca, um sob cada das quatro entradas do Palácio e quatro sob o Trono do Leão. O Relatório Anual para 1902–1903 de Taw Sein Ko para o Serviço Arqueológico da Índia menciona apenas quatro vítimas enterradas nos cantos das muralhas da cidade.

#### Rituais devocionais

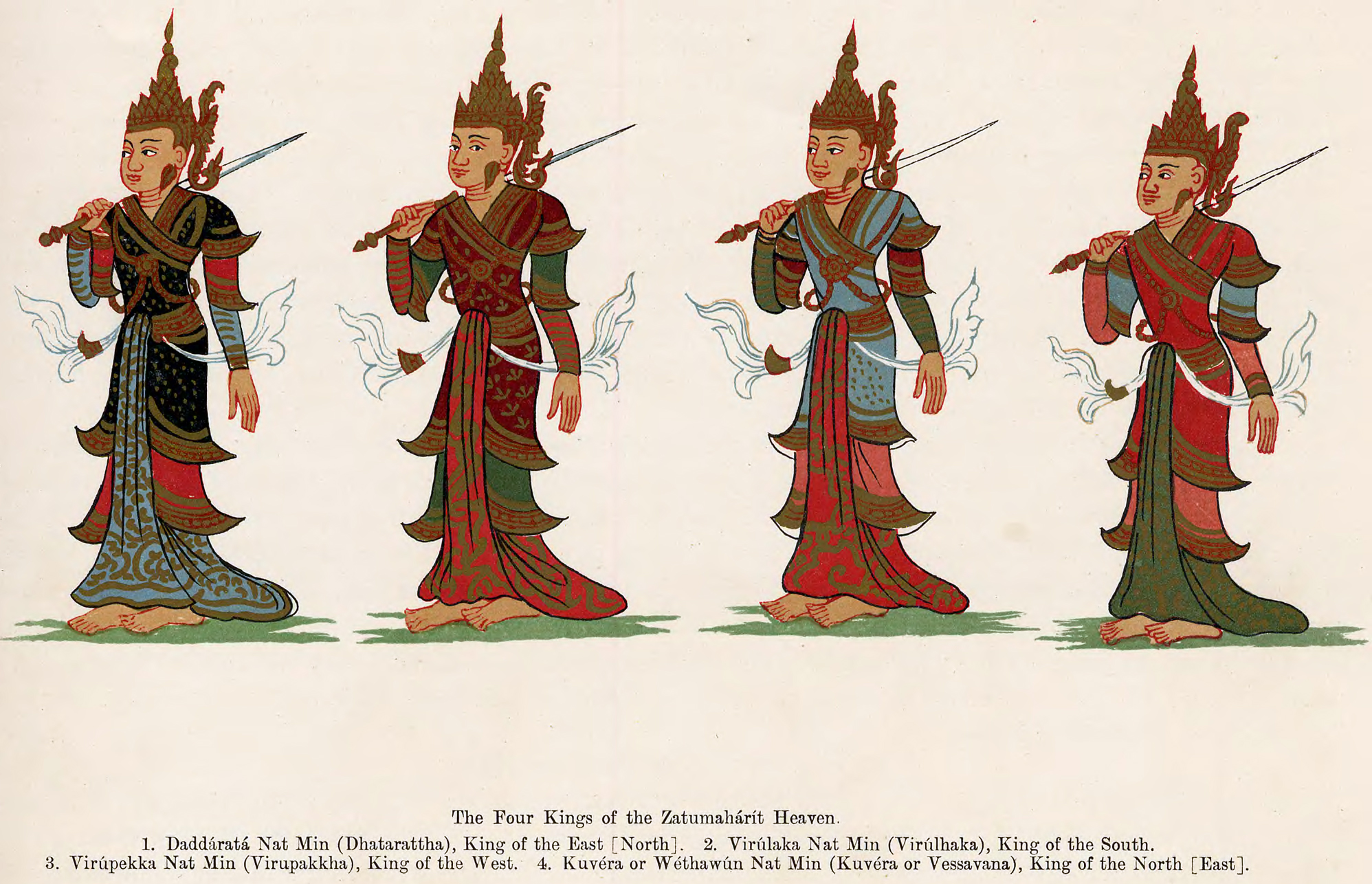
Os Guardiões das Quatro Direções Cardeais (Lokapala) na representação birmanesa

Os brâmanes da corte de Konbaung realizavam regularmente uma variedade de grandes rituais devocionais para espíritos indígenas (nat) e divindades hindus. Os seguintes eram os cultos devocionais mais importantes:
- Ganexa (Maha Peinne em birmanês) — Durante o mês birmanês de Nadaw (novembro a dezembro), era realizado um festival para Ganexa, o deus da prudência e da boa política. O primeiro grão colhido dos campos reais era enviado ao Templo do Buda Mahamuni como uma oferenda a Ganexa, em três grandes recipientes em forma de búfalo, boi e camarão, nos quais eram colocados arroz, milhete e painço, respectivamente.[101] Ganexa, montado em um pavão, era colocado em uma procissão cerimonial e então levado perante o rei, que depois de prestar homenagem, distribuía peças de prata e roupas entre os pobres.[101][102] Ganexa ocupava um lugar de destaque nas cerimônias reais, especialmente porque era considerado uma divindade guardiã dos elefantes.[103] As oferendas a Ganexa, feitas no mês birmanês de Tazaungmon, foram estabelecidas durante o reinado de Bodawpaya.[104]
- Phaya Ko Zu (ဘုရားကိုးဆူ, lit. "Nove Divindades") — Este era um rito devocional realizado por Khettara Brahmins. As divindades referenciadas eram budistas: Buda e os 8 arhats, ou não budistas: 5 divindades hindus, incluindo Candi e Ganexa, e 4 nats).[105]
- Skanda (Sakanta ou Sakanta Tattika) — O rei Bodawpaya reformou a procissão cerimonial anual para em vez de homenagear Ganexa, honrar Skanda, o deus da guerra (e filho de Xiva e Candi), seguindo o conselho de um brâmane de Benares.[106] Esta procissão era realizada no mês birmanês de Tabaung.[104] Skanda estava intimamente ligado a uma divindade chamada Citrabali-mara (Cittarapali-mar[a]), ambas ligadas a rituais mencionados no Rajamattan, uma referência padrão para cerimônias na corte real compiladas durante o reinado de Bodawphaya.[104]
- Divindades hindus: Candi (Canni), Indra (Thagyamin), Xiva, Vixnu, Asuras e os 4 Lokapala — Essas divindades eram colocadas em locais específicos, nas entradas da capital, do palácio real, ou em templos, para afastar o mal.[106]
- Outros espíritos (nat): Planetas, Céu, Sol, Lua, Hon (o espírito do fogo)[104][107]

## Sociedade e cultura

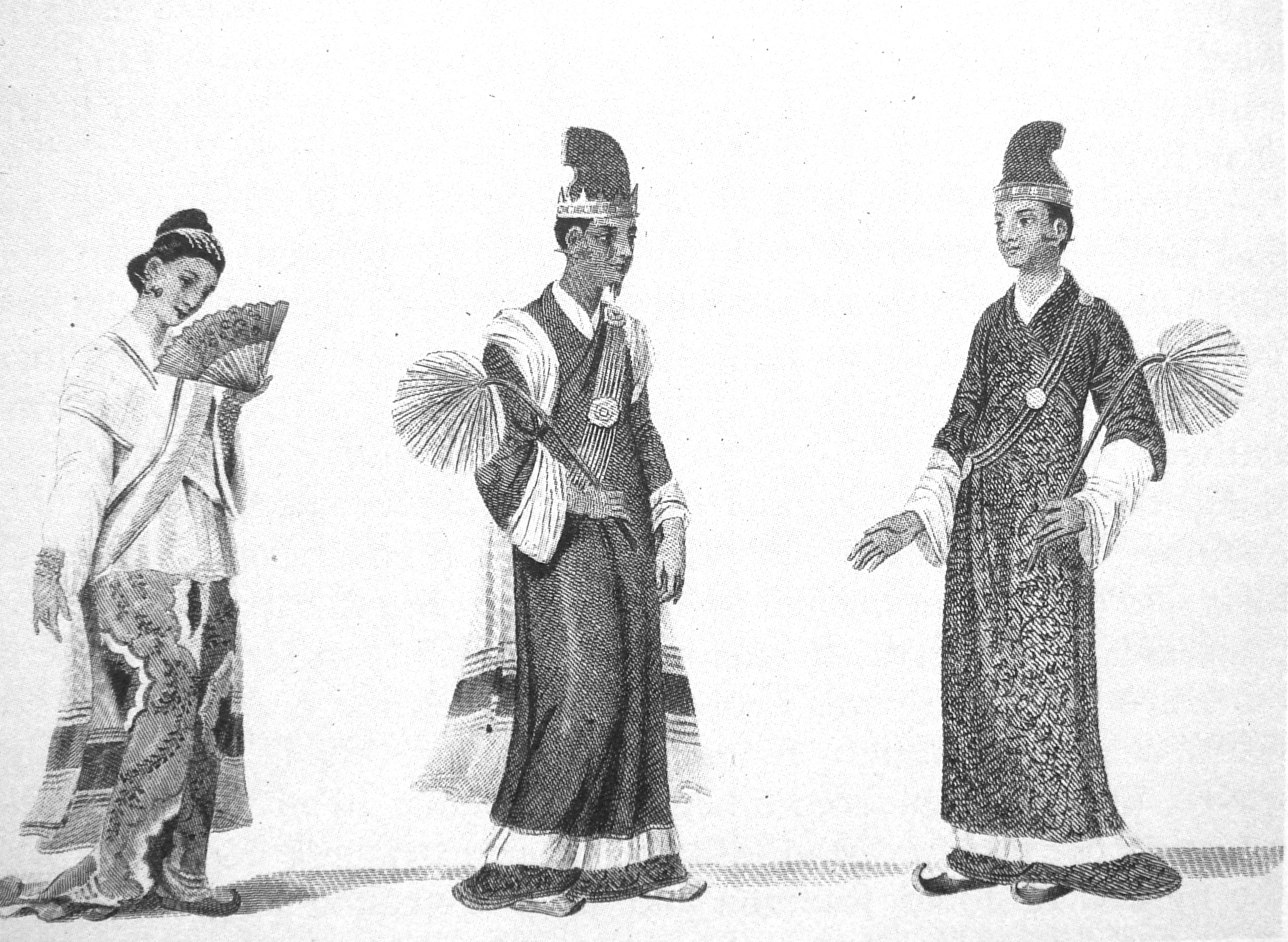
Funcionários da corte birmanesa em 1795

### Classes sociais
Durante a dinastia Konbaung, a sociedade birmanesa era altamente estratificada. Vagamente modelada nos quatro varnas hindus, a sociedade Konbaung era dividida em quatro classes sociais gerais (အမျိုးလေးပါး) por descendência:
1. Governantes (မင်းမျိုး) ou Xátria (ခတ္တိယ)[108]
2. Ritualistas (ပုဏ္ဏားမျိုး) ou Brâmane (ဗြာဟ္မဏ)[108]
3. Comerciantes (သူဌေးမျိုး) ou Vaixá (ဝေဿ)[108]
4. Plebeus (ဆင်းရဲသားမျိုး) ou Sudra (သုဒ္ဒ)[108]

A sociedade também distinguia entre os livres e os escravos (ကျွန်မျိုး), que eram pessoas endividadas ou prisioneiros de guerra (incluindo aqueles trazidos de campanhas militares em Arracão, Aiutaia e Manipur), mas podiam pertencer a uma das quatro classes. Também havia distinção entre contribuintes e não contribuintes. Os plebeus que pagavam impostos eram chamados athi (အသည်), enquanto os indivíduos não contribuintes, geralmente afiliados à corte real ou sob serviço do governo, eram chamados ahmuhtan (အမှုထမ်း).
Fora das posições hereditárias, havia dois caminhos principais de influência: unir-se aos militares (မင်းမှုထမ်း) e ingressar na Sanga budista nos mosteiros.

### Leis suntuárias
As leis suntuárias chamadas yazagaing ditavam a vida e o consumo dos súditos birmaneses no reino Konbaung, tudo, desde o estilo da casa até as roupas adequadas à posição social, desde os regulamentos relativos às cerimônias funerárias e o caixão a ser usado para o uso de várias formas de fala com base na classificação e classe social. Em particular, as leis suntuárias na capital real eram extremamente rígidas e as mais elaboradas em caráter.
Por exemplo, as leis suntuárias proibiam os súditos birmaneses comuns de construir casas de pedra ou tijolo e ditavam o número de níveis no telhado ornamental (chamado pyatthat) permitido acima da residência — o Salão da Grande Audiência do palácio real e os 4 portões principais da capital real, bem como os mosteiros, eram permitidos 9 níveis, enquanto os dos príncipes tributários mais poderosos (sawbwa) eram permitidos 7, no máximo.
As leis suntuárias ordenavam 5 categorias de funerais e ritos concedidos a cada um: o rei, os membros da família real, os titulares de cargos ministeriais, os comerciantes e os detentores de títulos e os camponeses (que não recebiam ritos na morte).
Os regulamentos suntuários relativos ao vestuário e ornamentação eram cuidadosamente observados. Desenhos com a insígnia de pavão eram estritamente reservados para a família real e jaquetas de cauda longa na altura do quadril (ထိုင်မသိမ်းအင်္ကျီ) e as túnicas eram reservadas para oficiais. Sandálias de veludo (ကတ္တီပါဖိနပ်) eram usadas exclusivamente pela realeza. Tornozeleiras de ouro eram usadas apenas pelas crianças reais.  Tecidos de seda, brocados com flores de ouro, prata e figuras de animais só podiam ser usados por membros da família real e esposas de ministros. O adorno com joias e pedras preciosas também era regulamentado. Uso de hinthapada (ဟင်္သပဒါး), um corante vermelhão feito de cinábrio era regulamentado.

### Demografia

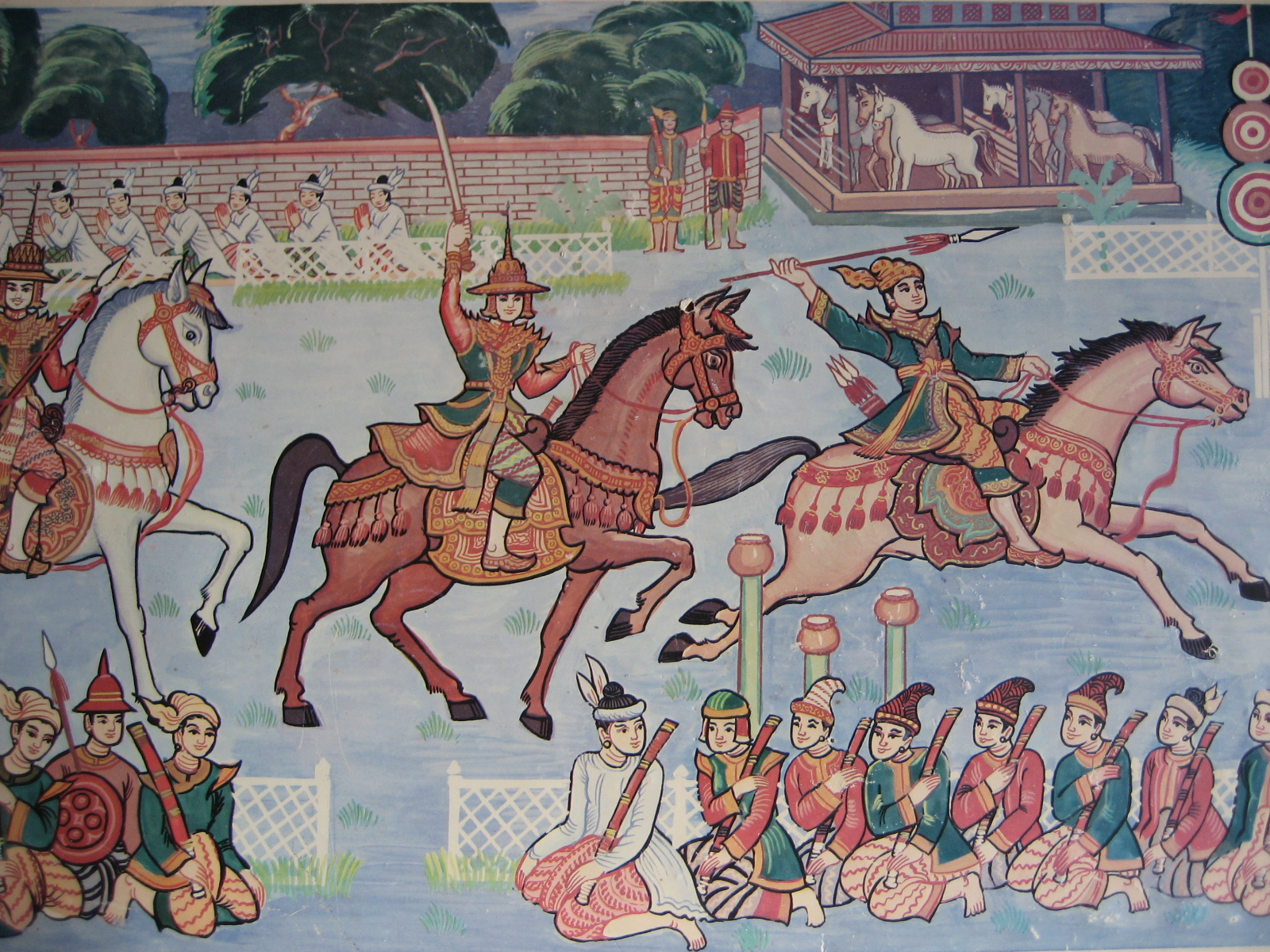
Era Konbaung Myinkhin Thabin

Ao longo da dinastia Konbaung, a integração cultural continuou. Pela primeira vez na história, a língua e a cultura birmanesa predominaram em todo o vale do Irauádi, com a língua e a etnia mom completamente eclipsadas em 1830. Os principados xãs mais próximos adotaram mais normas das terras baixas.

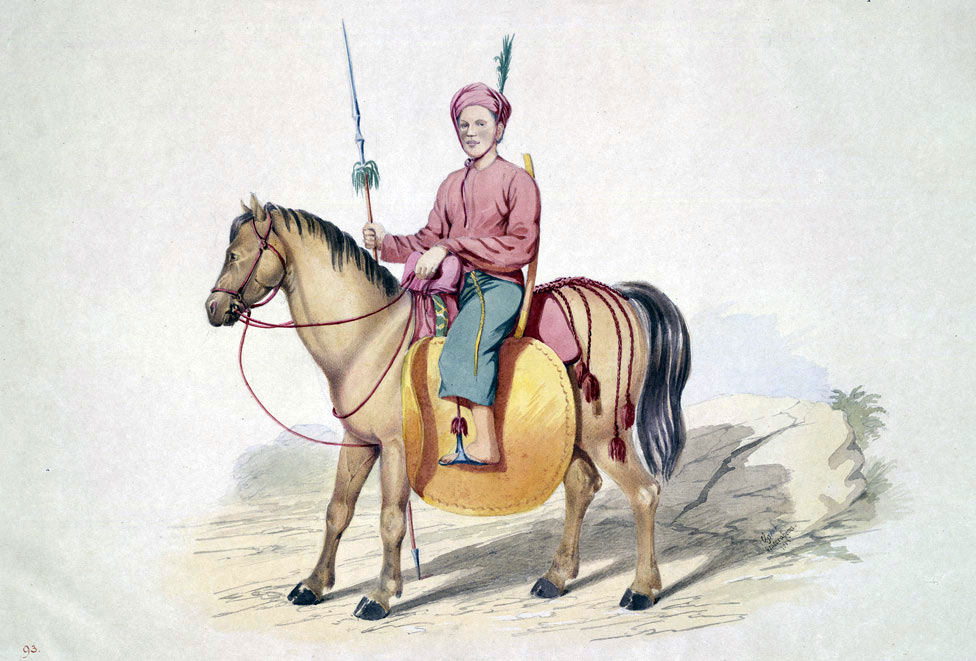
Aquarela de 1855 de um cavaleiro Kathe de Manipur

Os cativos de várias campanhas militares às centenas e milhares eram trazidos ao reino e reassentados como servos hereditários da realeza e da nobreza ou dedicados a pagodes e templos; esses cativos acrescentavam novos conhecimentos e habilidades à sociedade birmanesa e enriqueciam a cultura birmanesa. Eles eram encorajados a se casar na comunidade anfitriã, enriquecendo assim o fundo genético também. Os cativos de Manipur formaram a cavalaria chamada Kathè myindat (Cavalaria Cassay) e também Kathè a hmyauk tat (Artilharia Cassay) no exército real birmanês. Mesmo soldados franceses capturados, liderados por Pierre de Milard, eram forçados a entrar no exército birmanês. As tropas francesas incorporadas com suas armas e mosquetes desempenharam um papel fundamental nas batalhas posteriores entre os birmaneses e os mons. Eles se tornaram um corpo de elite, que deveria desempenhar um papel nas batalhas birmanesas contra os siameses (ataques e captura de Aiutaia de 1760 a 1765) e os manchus (batalhas contra os exércitos chineses do imperador Qianlong de 1766 a 1769). Eunucos muçulmanos de Arracão também serviam na corte Konbaung.
Uma pequena comunidade de estudiosos estrangeiros, missionários e comerciantes também vivia na sociedade Konbaung. Além de mercenários e aventureiros que ofereciam seus serviços desde a chegada dos portugueses no século XVI, algumas europeias serviram como damas de companhia da última rainha Supayalat em Mandalai, um missionário fundou uma escola frequentada por vários filhos de Mindon, incluindo o último rei Thibaw, e um armênio serviu como ministro do rei em Amarapura.
Entre os não birmanes mais visíveis da corte real estavam os brâmanes. Eles normalmente se originaram de uma das quatro localidades:
- Manipur — adquiridos com a conquista de Manipur; talvez de Bengala, já que Manipur foi hinduizada pelos brâmanes bengalis em 1700[125]
- Arracão — adquiridos com a conquista de Arracão em 1785 pelo filho do rei Bodawpaya, Thado Minsaw[125]
- Sagaingue — linhagem de brâmanes estabelecidas há muito tempo nas cortes reais birmanesas e mons, que traçaram suas origens até o século IX no reino de Sri Ksetra ou Sagaingue do século XIV[125]
- Benares — brâmanes indianos de Benares que chegaram à alta Birmânia entre o final de 1700 e início de 1800.[126]

### Literatura e artes

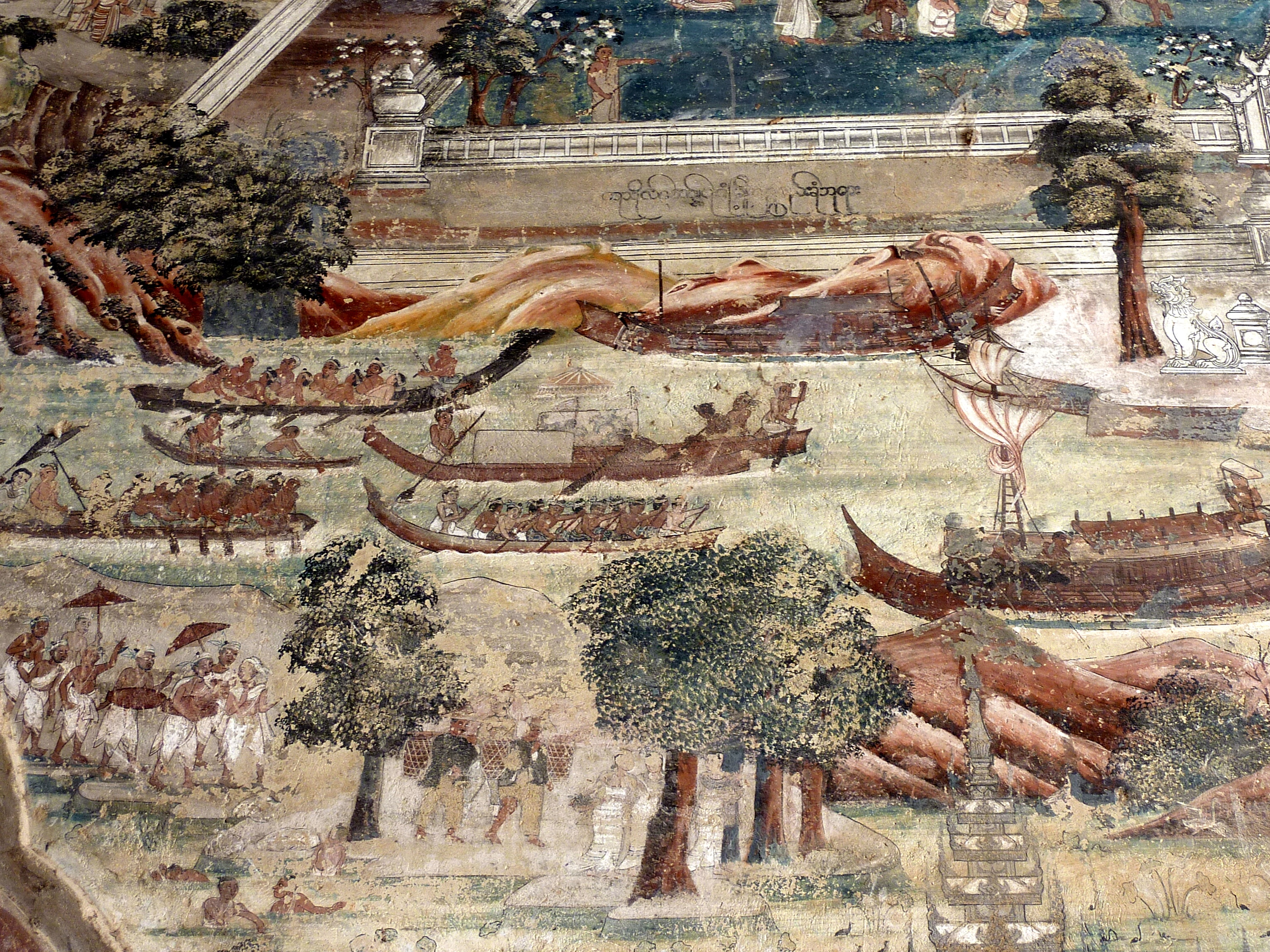
Pintura de parede representando um passeio de barco em Kyaukawgyi, Amarapura

A evolução e o crescimento da literatura e do teatro birmaneses continuaram, auxiliados por uma taxa de alfabetização masculina extremamente alta para a época (metade de todos os homens e 5% das mulheres). Observadores estrangeiros, como Michael Symes, comentaram sobre a alfabetização generalizada entre os plebeus, de camponeses a barqueiros.
Os prisioneiros siameses levados de Aiutaia como parte da Guerra birmano-siamesa (1765–1767) passaram a ter uma grande influência no teatro e na dança tradicionais da Birmânia. Em 1789, uma comissão real birmanesa composta por príncipes e ministros foi encarregada de traduzir os dramas siameses e javaneses do tailandês para o birmanês. Com a ajuda de artistas siameses capturados em Aiutaia em 1767, a comissão adaptou dois importantes épicos do tailandês para o birmanês: o siamês Ramayana e o Enao, a versão siamesa dos Contos javaneses de Panji para o birmanês Yama Zattaw e Enaung Zattaw. Uma dança clássica siamesa, chamada Yodaya Aka (lit. dança ao estilo Aiutaia) é considerada uma das mais delicadas de todas as danças tradicionais birmanesas.
Durante o período Konbaung, as técnicas de pintura europeia, como perspectiva linear, chiaroscuro e sfumato, tornaram-se mais estabelecidas entre o estilo de pintura birmanês. As pinturas de templos desse período utilizavam técnicas como sombras e neblina à distância nos estilos tradicionais birmaneses. O período Konbaung também desenvolveu estilos de manuscritos de livros dobráveis (parabaik), que registravam as atividades da corte e da realeza pintando em parakbaik branco.
Na primeira parte da dinastia, entre 1789 e 1853, desenvolveu-se o estilo Amarapura de arte estatuária de imagens de Buda. Os artesãos usavam um estilo único de dourar a madeira com folhas de ouro e laca vermelha. A imagem do Buda de face mais arredondada desse período pode ter sido influenciada pela captura da imagem do templo de Mahamuni, de Arracão. Depois que Mindon Min transferiu a capital para Mandalai, desenvolveu-se um novo estilo Mandalai de imagens do Buda, retratando uma nova imagem do Buda de cabelos encaracolados e usando alabastro e bronze como materiais. Esse estilo posterior seria mantido durante o período colonial britânico.

#### Arquitetura

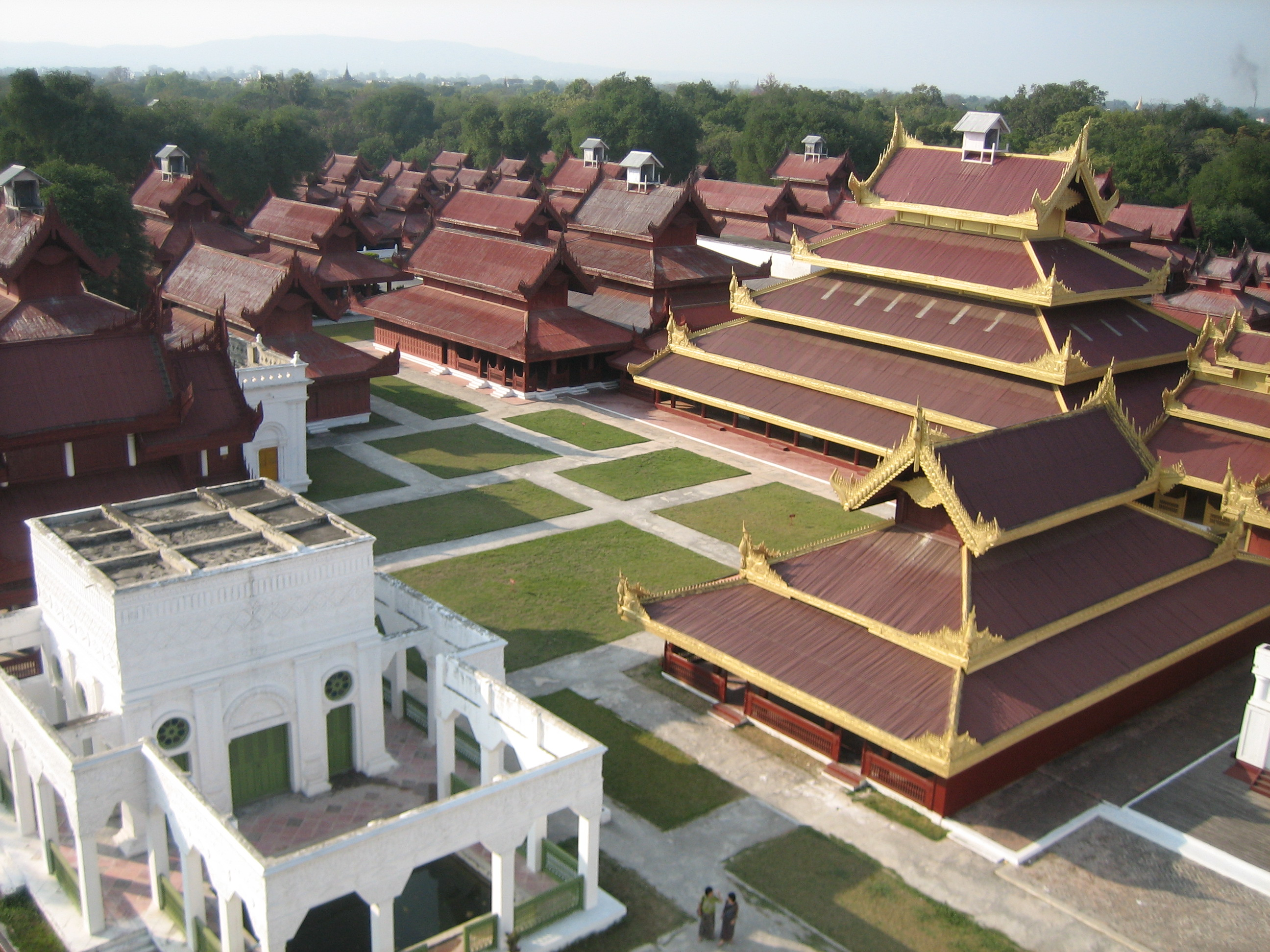
O palácio real de Mandalai

As dinastias birmanesas tiveram uma longa história de construção de cidades planejadas regularmente ao longo do vale do Irauádi entre os séculos XIV e XIX. O planejamento urbano na Birmânia pré-moderna atingiu seu clímax durante o período Konbaung, com cidades como Mandalai. Alaungpaya dirigiu muitas iniciativas de planejamento urbano. Ele construiu muitas pequenas cidades fortificadas com grandes defesas. Uma delas, Rangum, foi fundada em 1755 como uma fortaleza e um porto marítimo. A cidade tinha um plano irregular com paliçadas feitas de toras de teca em uma muralha de terra. Rangum tinha seis portões da cidade, cada um deles ladeado por enormes torres de tijolos com merlões típicos com embrasuras em forma de cruz. As estupas de Shwedagon, Sule e Botataung estavam localizadas fora das muralhas da cidade. A cidade tinha estradas principais pavimentadas com tijolos e drenos ao longo das laterais.
Esse período também viu uma proliferação de estupas e templos com o desenvolvimento de técnicas de estuque. Os monastérios de madeira desse período, intrincadamente decorados com esculturas em madeira dos contos Játaca, são um dos exemplos mais proeminentes e distintos da arquitetura tradicional birmanesa que sobrevivem até os dias atuais.

### Religião
As elites monásticas e leigas em torno dos reis Konbaung, particularmente do reinado de Bodawpaya, também lançaram uma grande reforma da vida intelectual birmanesa e da organização e prática monástica conhecida como Reforma Sudhamma. Isso levou, entre outras coisas, às primeiras histórias de Estado da Birmânia.

## Governantes
| N.º | Título formal in Pali                                                    | Título usado pelas crônicas | Título usado pelas crônicas        | Linhagem                     | Reinado   | Notas |
| N.º | Título formal in Pali                                                    | Título                      | Significado literal                | Linhagem                     | Reinado   | Notas |
| --- | ------------------------------------------------------------------------ | --------------------------- | ---------------------------------- | ---------------------------- | --------- | --- |
| 1   | Sīri Pavara Vijaya Nanda Jatha Mahādhammarāja                            | Alaungpaya                  | Futuro Rei-Buda                    | chefe de aldeia              | 1752–1760 | Fundador da dinastia e do Terceiro Império Birmanês, invadiu Aiutaia.                                                                                 |
| 2   | Siripavaradhammarāja                                                     | Naungdawgyi                 | Irmão Real Mais Velho              | filho                        | 1760–1763 | Invadiu Aiutaia com seu pai. |
| 3   | Sirisūriyadhamma Mahadhammarāja Rājadhipati                              | Hsinbyushin                 | Senhor do Elefante Branco          | irmão                        | 1763–1776 | Invadiu e saqueou Aiutaia, invadiu Chiang Mai e Laos, invadiu Manipur, repeliu com sucesso quatro invasões chinesas.                                  |
| 4   | Mahādhammarājadhirāja                                                    | Singu Min                   | Rei Singu                          | filho                        | 1776–1781 | |
| 5   | -                                                                        | Phaungkaza Maung Maung      | Senhor de Phaungka Irmão mais novo | primo (filho de Naungdawgyi) | 1782      | O reinado mais curto da história do Konbaung, de pouco mais de uma semana.                                                                            |
| 6   | Siripavaratilokapaṇdita Mahādhammarājadhirāja                            | Bodawpaya                   | Senhor Avô Real                    | tio (filho de Alaungpaya)    | 1782–1819 | Invadiu e anexou o Arracão, invadiu Rattanakosin (Bangkok).                                                                                           |
| 7   | Siri Tribhavanaditya Pavarapaṇdita Mahādhammarajadhirāja                 | Bagyidaw                    | Tio Real Mais Velho                | neto                         | 1819–1837 | Invadiu Aiutaia com seu avô, invadiu Assão e Manipur, derrotado na Primeira Guerra anglo-birmanesa.                                                   |
| 8   | Siri Pavarāditya Lokadhipati Vijaya Mahādhammarājadhirāja                | Tharrawaddy Min             | Rei Tharrawaddy                    | irmão                        | 1837–1846 | Lutou na Primeira Guerra anglo-birmanesa como Príncipe de Tharrawaddy.                                                                                |
| 9   | Siri Sudhamma Tilokapavara Mahādhammarājadhirāja                         | Pagan Min                   | Rei Pagan                          | filho                        | 1846–1853 | Destronado por Mindon após sua derrota na Segunda Guerra anglo-birmanesa.                                                                             |
| 10  | Siri Pavaravijaya Nantayasapaṇḍita Tribhavanāditya Mahādhammarājadhirāja | Mindon Min                  | Rei Mindon                         | meio-irmão                   | 1853–1878 | Pediu paz aos britânicos; escapou por pouco de uma rebelião palaciana de dois de seus filhos, mas seu irmão, o príncipe herdeiro Ka Naung, foi morto. |
| 11  | Siripavara Vijayānanta Yasatiloka Dhipati Paṇḍita Mahādhammarājadhirāja  | Thibaw Min                  | Rei Thibaw                         | filho                        | 1878–1885 | O último rei da Birmânia, forçado a abdicar e exilado na Índia após sua derrota na Terceira Guerra anglo-birmanesa.                                   |

Observação: Naungdawgyi era o irmão mais velho de Hsinbyushin e Bodawpaya, que era o avô de Bagyidaw, que era o tio mais velho de Mindon. Eles eram conhecidos por esses nomes até a posteridade, embora os títulos formais em sua coroação, por costume, fossem extensos em páli; “Mintayagyi paya” (Senhor Grande Rei) era o equivalente à Vossa/Sua Majestade, enquanto “Hpondawgyi paya” (Senhor Grande Glória) era usado pela família real.

### Árvore genealógica
|        |        |        |        |        |        |   |   |   |   |   |   |                       |                       |                       |                       |                       |                       | 1                       |                         |                         |                         |                         |                         |                      |                      |                      |                      |                      |                      |                   |                   |                   |                   |                   |                   |    |    |    |    |    |    |                         |                         |                         |                         |                         |                         |                    |                    |                    |                    |                    |                    |                         |                         |                         |                         |                         |                         |                 |                 |                 |                 |                 |                 |            |            |            |            |            |            |  |  |
|        |        |        |        |        |        |   |   |   |   |   |   |                       |                       |                       |                       |                       |                       | Alaungpaya (1752–1760)  | Alaungpaya (1752–1760)  | Alaungpaya (1752–1760)  | Alaungpaya (1752–1760)  | Alaungpaya (1752–1760)  | Alaungpaya (1752–1760)  |                      |                      |                      |                      |                      |                      | Yun San           | Yun San           | Yun San           | Yun San           | Yun San           | Yun San           |    |    |    |    |    |    |                         |                         |                         |                         |                         |                         |                    |                    |                    |                    |                    |                    |                         |                         |                         |                         |                         |                         |                 |                 |                 |                 |                 |                 |            |            |            |            |            |            |  |  |
|        |        |        |        |        |        |   |   |   |   |   |   |                       |                       |                       |                       |                       |                       | Alaungpaya (1752–1760)  | Alaungpaya (1752–1760)  | Alaungpaya (1752–1760)  | Alaungpaya (1752–1760)  | Alaungpaya (1752–1760)  | Alaungpaya (1752–1760)  |                      |                      |                      |                      |                      |                      | Yun San           | Yun San           | Yun San           | Yun San           | Yun San           | Yun San           |    |    |    |    |    |    |                         |                         |                         |                         |                         |                         |                    |                    |                    |                    |                    |                    |                         |                         |                         |                         |                         |                         |                 |                 |                 |                 |                 |                 |            |            |            |            |            |            |  |  |
|        |        |        |        |        |        |   |   |   |   |   |   |                       |                       |                       |                       |                       |                       |                         |                         |                         |                         |                         |                         |                      |                      |                      |                      |                      |                      |                   |                   |                   |                   |                   |                   |    |    |    |    |    |    |                         |                         |                         |                         |                         |                         |                    |                    |                    |                    |                    |                    |                         |                         |                         |                         |                         |                         |                 |                 |                 |                 |                 |                 |            |            |            |            |            |            |  |  |
|        |        |        |        |        |        |   |   |   |   |   |   |                       |                       |                       |                       |                       |                       |                         |                         |                         |                         |                         |                         |                      |                      |                      |                      |                      |                      |                   |                   |                   |                   |                   |                   |    |    |    |    |    |    |                         |                         |                         |                         |                         |                         |                    |                    |                    |                    |                    |                    |                         |                         |                         |                         |                         |                         |                 |                 |                 |                 |                 |                 |            |            |            |            |            |            |  |  |
|        |        |        |        |        |        |   |   |   |   |   |   | 3                     | 3                     | 3                     | 3                     | 3                     | 3                     |                         |                         |                         |                         |                         |                         | 6                    | 6                    | 6                    | 6                    | 6                    | 6                    |                   |                   |                   |                   |                   |                   | 2  | 2  | 2  | 2  | 2  | 2  |                         |                         |                         |                         |                         |                         |                    |                    |                    |                    |                    |                    |                         |                         |                         |                         |                         |                         |                 |                 |                 |                 |                 |                 |            |            |            |            |            |            |  |  |
| Me Hla | Me Hla | Me Hla | Me Hla | Me Hla | Me Hla |   |   |   |   |   |   | 3                     | 3                     | 3                     | 3                     | 3                     | 3                     | Hsinbyushin (1763–1776) | Hsinbyushin (1763–1776) | Hsinbyushin (1763–1776) | Hsinbyushin (1763–1776) | Hsinbyushin (1763–1776) | Hsinbyushin (1763–1776) | 6                    | 6                    | 6                    | 6                    | 6                    | 6                    |                   |                   |                   |                   |                   |                   | 2  | 2  | 2  | 2  | 2  | 2  | Bodawpaya (1782–1819)   | Bodawpaya (1782–1819)   | Bodawpaya (1782–1819)   | Bodawpaya (1782–1819)   | Bodawpaya (1782–1819)   | Bodawpaya (1782–1819)   |                    |                    |                    |                    |                    |                    | Naungdawgyi (1760–1763) | Naungdawgyi (1760–1763) | Naungdawgyi (1760–1763) | Naungdawgyi (1760–1763) | Naungdawgyi (1760–1763) | Naungdawgyi (1760–1763) |                 |                 |                 |                 |                 |                 | Shin Hpo U | Shin Hpo U | Shin Hpo U | Shin Hpo U | Shin Hpo U | Shin Hpo U |  |  |
| Me Hla | Me Hla | Me Hla | Me Hla | Me Hla | Me Hla |   |   |   |   |   |   |                       |                       |                       |                       |                       |                       | Hsinbyushin (1763–1776) | Hsinbyushin (1763–1776) | Hsinbyushin (1763–1776) | Hsinbyushin (1763–1776) | Hsinbyushin (1763–1776) | Hsinbyushin (1763–1776) |                      |                      |                      |                      |                      |                      |                   |                   |                   |                   |                   |                   |    |    |    |    |    |    | Bodawpaya (1782–1819)   | Bodawpaya (1782–1819)   | Bodawpaya (1782–1819)   | Bodawpaya (1782–1819)   | Bodawpaya (1782–1819)   | Bodawpaya (1782–1819)   |                    |                    |                    |                    |                    |                    | Naungdawgyi (1760–1763) | Naungdawgyi (1760–1763) | Naungdawgyi (1760–1763) | Naungdawgyi (1760–1763) | Naungdawgyi (1760–1763) | Naungdawgyi (1760–1763) |                 |                 |                 |                 |                 |                 | Shin Hpo U | Shin Hpo U | Shin Hpo U | Shin Hpo U | Shin Hpo U | Shin Hpo U |  |  |
|        |        |        |        |        |        |   |   |   |   |   |   |                       |                       |                       |                       |                       |                       |                         |                         |                         |                         |                         |                         |                      |                      |                      |                      |                      |                      |                   |                   |                   |                   |                   |                   |    |    |    |    |    |    |                         |                         |                         |                         |                         |                         |                    |                    |                    |                    |                    |                    |                         |                         |                         |                         |                         |                         |                 |                 |                 |                 |                 |                 |            |            |            |            |            |            |  |  |
|        |        |        |        |        |        | 4 | 4 | 4 | 4 | 4 | 4 |                       |                       |                       |                       |                       |                       |                         |                         |                         |                         |                         |                         |                      |                      |                      |                      |                      |                      |                   |                   |                   |                   |                   |                   |    |    |    |    |    |    | 5                       | 5                       | 5                       | 5                       | 5                       | 5                       |                    |                    |                    |                    |                    |                    |                         |                         |                         |                         |                         |                         |                 |                 |                 |                 |                 |                 |            |            |            |            |            |            |  |  |
|        |        |        |        |        |        | 4 | 4 | 4 | 4 | 4 | 4 | Singu Min (1776–1781) | Singu Min (1776–1781) | Singu Min (1776–1781) | Singu Min (1776–1781) | Singu Min (1776–1781) | Singu Min (1776–1781) |                         |                         |                         |                         |                         |                         |                      |                      |                      |                      |                      |                      | Thado Minsaw      | Thado Minsaw      | Thado Minsaw      | Thado Minsaw      | Thado Minsaw      | Thado Minsaw      |    |    |    |    |    |    | 5                       | 5                       | 5                       | 5                       | 5                       | 5                       |                    |                    |                    |                    |                    |                    | Phaungka (1782)         | Phaungka (1782)         | Phaungka (1782)         | Phaungka (1782)         | Phaungka (1782)         | Phaungka (1782)         |                 |                 |                 |                 |                 |                 |            |            |            |            |            |            |  |  |
|        |        |        |        |        |        |   |   |   |   |   |   | Singu Min (1776–1781) | Singu Min (1776–1781) | Singu Min (1776–1781) | Singu Min (1776–1781) | Singu Min (1776–1781) | Singu Min (1776–1781) |                         |                         |                         |                         |                         |                         |                      |                      |                      |                      |                      |                      | Thado Minsaw      | Thado Minsaw      | Thado Minsaw      | Thado Minsaw      | Thado Minsaw      | Thado Minsaw      |    |    |    |    |    |    |                         |                         |                         |                         |                         |                         |                    |                    |                    |                    |                    |                    | Phaungka (1782)         | Phaungka (1782)         | Phaungka (1782)         | Phaungka (1782)         | Phaungka (1782)         | Phaungka (1782)         |                 |                 |                 |                 |                 |                 |            |            |            |            |            |            |  |  |
|        |        |        |        |        |        |   |   |   |   |   |   |                       |                       |                       |                       |                       |                       |                         |                         |                         |                         |                         |                         |                      |                      |                      |                      |                      |                      |                   |                   |                   |                   |                   |                   |    |    |    |    |    |    |                         |                         |                         |                         |                         |                         |                    |                    |                    |                    |                    |                    |                         |                         |                         |                         |                         |                         |                 |                 |                 |                 |                 |                 |            |            |            |            |            |            |  |  |
|        |        |        |        |        |        |   |   |   |   |   |   |                       |                       |                       |                       |                       |                       | 7                       | 7                       | 7                       | 7                       | 7                       | 7                       |                      |                      |                      |                      |                      |                      | 8                 | 8                 | 8                 | 8                 | 8                 | 8                 |    |    |    |    |    |    |                         |                         |                         |                         |                         |                         |                    |                    |                    |                    |                    |                    |                         |                         |                         |                         |                         |                         |                 |                 |                 |                 |                 |                 |            |            |            |            |            |            |  |  |
|        |        |        |        |        |        |   |   |   |   |   |   |                       |                       |                       |                       |                       |                       | 7                       | 7                       | 7                       | 7                       | 7                       | 7                       | Bagyidaw (1819–1837) | Bagyidaw (1819–1837) | Bagyidaw (1819–1837) | Bagyidaw (1819–1837) | Bagyidaw (1819–1837) | Bagyidaw (1819–1837) | 8                 | 8                 | 8                 | 8                 | 8                 | 8                 |    |    |    |    |    |    | Tharrawaddy (1837–1846) | Tharrawaddy (1837–1846) | Tharrawaddy (1837–1846) | Tharrawaddy (1837–1846) | Tharrawaddy (1837–1846) | Tharrawaddy (1837–1846) |                    |                    |                    |                    |                    |                    |                         |                         |                         |                         |                         |                         |                 |                 |                 |                 |                 |                 |            |            |            |            |            |            |  |  |
|        |        |        |        |        |        |   |   |   |   |   |   |                       |                       |                       |                       |                       |                       |                         |                         |                         |                         |                         |                         | Bagyidaw (1819–1837) | Bagyidaw (1819–1837) | Bagyidaw (1819–1837) | Bagyidaw (1819–1837) | Bagyidaw (1819–1837) | Bagyidaw (1819–1837) |                   |                   |                   |                   |                   |                   |    |    |    |    |    |    | Tharrawaddy (1837–1846) | Tharrawaddy (1837–1846) | Tharrawaddy (1837–1846) | Tharrawaddy (1837–1846) | Tharrawaddy (1837–1846) | Tharrawaddy (1837–1846) |                    |                    |                    |                    |                    |                    |                         |                         |                         |                         |                         |                         |                 |                 |                 |                 |                 |                 |            |            |            |            |            |            |  |  |
|        |        |        |        |        |        |   |   |   |   |   |   |                       |                       |                       |                       |                       |                       |                         |                         |                         |                         |                         |                         |                      |                      |                      |                      |                      |                      |                   |                   |                   |                   |                   |                   |    |    |    |    |    |    |                         |                         |                         |                         |                         |                         |                    |                    |                    |                    |                    |                    |                         |                         |                         |                         |                         |                         |                 |                 |                 |                 |                 |                 |            |            |            |            |            |            |  |  |
|        |        |        |        |        |        |   |   |   |   |   |   |                       |                       |                       |                       |                       |                       |                         |                         |                         |                         |                         |                         | 9                    | 9                    | 9                    | 9                    | 9                    | 9                    |                   |                   |                   |                   |                   |                   | 10 | 10 | 10 | 10 | 10 | 10 |                         |                         |                         |                         |                         |                         |                    |                    |                    |                    |                    |                    |                         |                         |                         |                         |                         |                         |                 |                 |                 |                 |                 |                 |            |            |            |            |            |            |  |  |
|        |        |        |        |        |        |   |   |   |   |   |   |                       |                       |                       |                       |                       |                       |                         |                         |                         |                         |                         |                         | 9                    | 9                    | 9                    | 9                    | 9                    | 9                    | Pagan (1846–1853) | Pagan (1846–1853) | Pagan (1846–1853) | Pagan (1846–1853) | Pagan (1846–1853) | Pagan (1846–1853) | 10 | 10 | 10 | 10 | 10 | 10 |                         |                         |                         |                         |                         |                         | Mindon (1853–1878) | Mindon (1853–1878) | Mindon (1853–1878) | Mindon (1853–1878) | Mindon (1853–1878) | Mindon (1853–1878) |                         |                         |                         |                         |                         |                         | Laungshe Mibaya | Laungshe Mibaya | Laungshe Mibaya | Laungshe Mibaya | Laungshe Mibaya | Laungshe Mibaya |            |            |            |            |            |            |  |  |
|        |        |        |        |        |        |   |   |   |   |   |   |                       |                       |                       |                       |                       |                       |                         |                         |                         |                         |                         |                         |                      |                      |                      |                      |                      |                      | Pagan (1846–1853) | Pagan (1846–1853) | Pagan (1846–1853) | Pagan (1846–1853) | Pagan (1846–1853) | Pagan (1846–1853) |    |    |    |    |    |    |                         |                         |                         |                         |                         |                         | Mindon (1853–1878) | Mindon (1853–1878) | Mindon (1853–1878) | Mindon (1853–1878) | Mindon (1853–1878) | Mindon (1853–1878) |                         |                         |                         |                         |                         |                         | Laungshe Mibaya | Laungshe Mibaya | Laungshe Mibaya | Laungshe Mibaya | Laungshe Mibaya | Laungshe Mibaya |            |            |            |            |            |            |  |  |
|        |        |        |        |        |        |   |   |   |   |   |   |                       |                       |                       |                       |                       |                       |                         |                         |                         |                         |                         |                         |                      |                      |                      |                      |                      |                      |                   |                   |                   |                   |                   |                   |    |    |    |    |    |    |                         |                         |                         |                         |                         |                         |                    |                    |                    |                    |                    |                    |                         |                         |                         |                         |                         |                         |                 |                 |                 |                 |                 |                 |            |            |            |            |            |            |  |  |
|        |        |        |        |        |        |   |   |   |   |   |   |                       |                       |                       |                       |                       |                       |                         |                         |                         |                         |                         |                         |                      |                      |                      |                      |                      |                      |                   |                   |                   |                   |                   |                   |    |    |    |    |    |    | 11                      |                         |                         |                         |                         |                         |                    |                    |                    |                    |                    |                    |                         |                         |                         |                         |                         |                         |                 |                 |                 |                 |                 |                 |            |            |            |            |            |            |  |  |
|        |        |        |        |        |        |   |   |   |   |   |   |                       |                       |                       |                       |                       |                       |                         |                         |                         |                         |                         |                         |                      |                      |                      |                      |                      |                      |                   |                   |                   |                   |                   |                   |    |    |    |    |    |    | Thibaw (1878–1885)      |                         |                         |                         |                         |                         |                    |                    |                    |                    |                    |                    |                         |                         |                         |                         |                         |                         |                 |                 |                 |                 |                 |                 |            |            |            |            |            |            |  |  |

| — Casa real — Dinastia Konbaung Ano de fundação: 1752 Deposição: 1885 |                                                                       |                                         |
| Precedido por: Dinastia Taungû                                        | Dinastia da Birmânia 29 de fevereiro de 1752 — 29 de novembro de 1885 | VagoMonarquia abolida Domínio britânico |

### Pretendentes
Após a abolição da monarquia, o título de Chefe da Casa Real da dinastia Konbaung passou nominalmente para Myat Phaya Lat, a segunda filha de Thibaw, pois a filha mais velha do rei renunciou a seus títulos reais para ficar com um plebeu indiano.
A terceira filha de Thibaw, Myat Phaya Galay, retornou à Birmânia e buscou a devolução do trono pelos britânicos na década de 1920. Seu filho mais velho, Taw Phaya Gyi, foi levado pelo Japão Imperial durante a Segunda Guerra Mundial por seu potencial como rei fantoche. Os esforços do Japão fracassaram devido à aversão de Taw Phaya Gyi aos japoneses e ao seu assassinato em 1948 por insurgentes comunistas.
Após a morte de Myat Phaya Lat, seu neto Taw Phaya tornou-se o titular nominal da Casa Real. Taw Phaya era filho de Myat Phaya Galay, irmão de Taw Phaya Gyi e marido da neta de Myat Phaya Lat, Hteik Su Gyi Phaya. Após a morte de Taw Phaya em 2019, não está claro quem é o Chefe da Casa Real. Presume-se que Soe Win, o filho mais velho de Taw Phaya Gyi, seja o Chefe da Casa Real, por haver poucas informações públicas sobre os filhos de Taw Phaya.